# Juegos Olímpicos de Pekín 2008
Los Juegos Olímpicos de Pekín 2008 (oficialmente denominados Juegos de la XXIX Olimpiada) se realizaron en Pekín, capital de la República Popular China, entre el 8 y el 24 de agosto de 2008. Sin embargo, el torneo de fútbol comenzó dos días antes, el 6 de agosto. Tras su conclusión, se realizaron los XIII Juegos Paralímpicos, los cuales comenzaron el 6 de septiembre, siendo realizados en la misma ciudad, y con final el 17 del mismo mes.
El evento deportivo contó con 302 pruebas en 28 deportes en las que participaron unos 10 942 atletas provenientes de 204 comités olímpicos nacionales. Además de Pekín, algunas otras ciudades de China celebraron eventos deportivos. El torneo de fútbol se realizó en las ciudades de Qinhuangdao, Tianjin, Shenyang y Shanghái, mientras que las regatas de vela y las pruebas de hípica se efectuaron en el puerto de Qingdao y en el de Hong Kong, respectivamente.
Los Juegos Olímpicos de Pekín 2008 se convirtieron en el evento más costoso de la historia olímpica, alcanzando un costo que habría superado los 44 000 millones de dólares, casi triplicando el presupuesto final de su antecesor, los Juegos Olímpicos de Atenas 2004.
Como ocurrió en eventos anteriores, la organización de este evento enfrentó problemas de carácter político e ideológico desde su elección, el 13 de julio de 2001. Junto a las críticas respecto a los problemas de contaminación atmosférica que poseía la ciudad sede, las acusaciones de violaciones a los derechos humanos que ha recibido el régimen chino por una parte importante de la comunidad internacional provocaron diversas manifestaciones, que incluso afectaron el recorrido de la antorcha olímpica. Por otro lado, otra parte importante de la comunidad internacional llamó a no mezclar los problemas políticos con el deporte. El gobierno chino por su parte, denunció la intencionalidad política-ideológica de algunos países y organizaciones occidentales al momento de tratar la cuestión de los derechos humanos, sosteniendo que en realidad buscan atacar el sistema comunista por el que se guía la República Popular China. Finalmente, y pese a que algunos funcionarios habían anunciado un posible boicot, este no se realizó, asistiendo incluso la delegación de China Taipéi, representante de la República de China, entidad no reconocida por la República Popular China.
La candidatura de Pekín fue promovida intensamente por Juan Antonio Samaranch, durante sus últimos años de gestión como presidente del Comité Olímpico Internacional, con el fin de "premiar a la República Popular China por todo lo que había hecho por el deporte". El gobierno de China promocionó los juegos con el objetivo de destacar la importancia e influencia de la cultura china para la civilización mundial.

## Elección

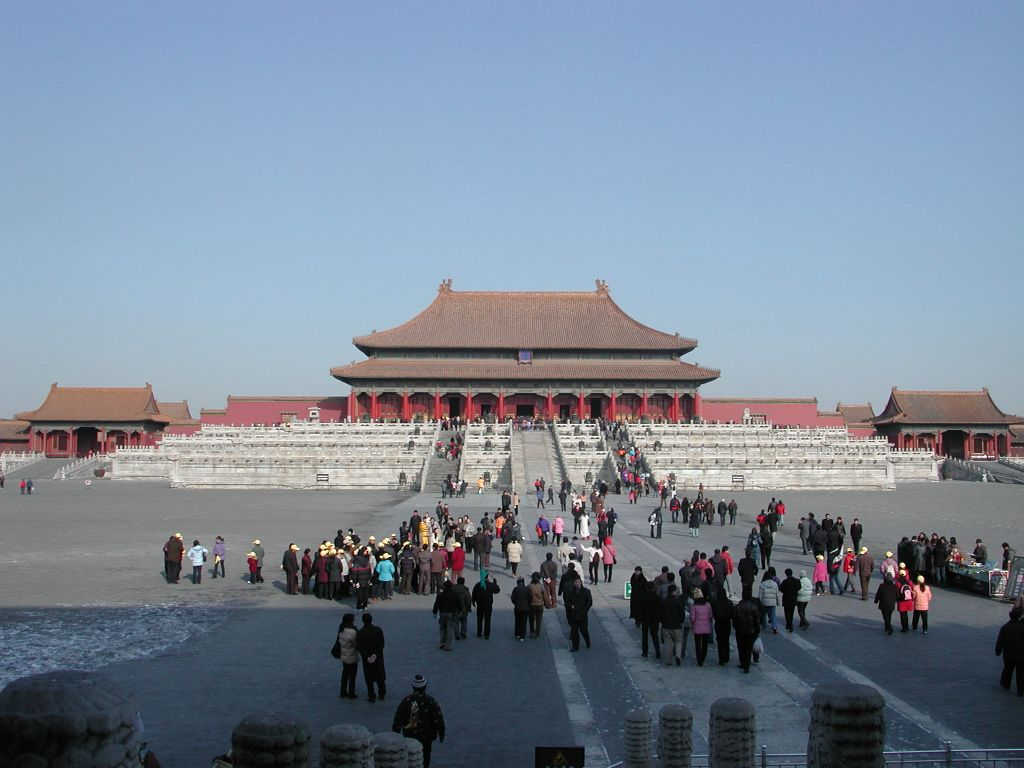
Vista de la Ciudad Prohibida, uno de los principales hitos arquitectónicos y culturales de Pekín.

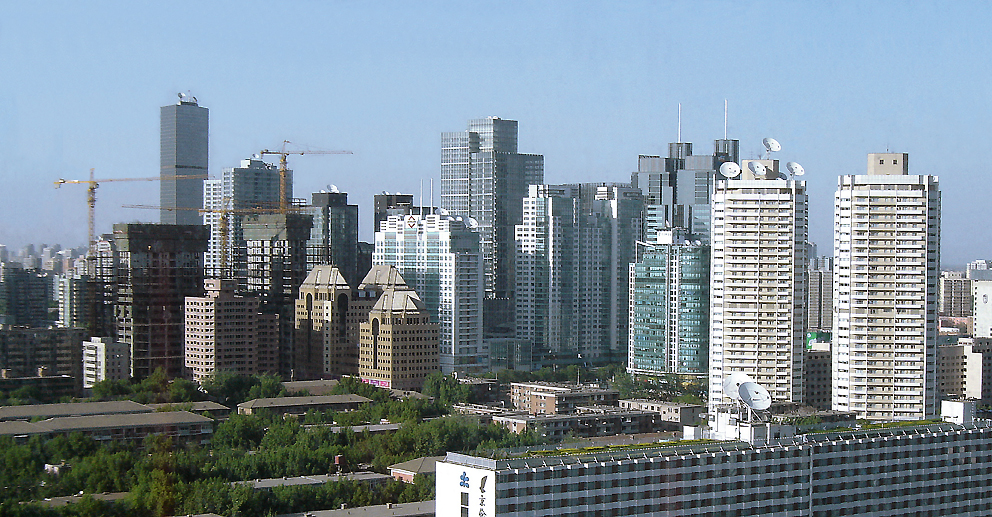
El acelerado desarrollo económico de la República Popular China desde fines del fue uno de los principales factores que alentaron la elección de Pekín como sede de los Juegos Olímpicos.

### Antecedentes
Pekín se postuló por primera vez para ser sede de los Juegos Olímpicos en 1993, con el fin de celebrar los Juegos Olímpicos de 2000. La capital china fue una de las favoritas en dicha oportunidad, disputando una estrecha lucha con Sídney, la representante australiana. Aunque Pekín lideró en las primeras tres vueltas, la ganadora fue Sídney con 45 votos, dos más que su rival. El resultado fue considerado altamente sorpresivo, especialmente debido al amplio lobby realizado por las autoridades chinas en dicha oportunidad.
Ello, sin embargo, no impidió que China apoyara fuertemente la realización de los Juegos Olímpicos en Sídney cuando la misma estuvo en peligro, después de que la BBC descubriera una red de sobornos en el Comité Olímpico Internacional para obtener los votos favorables a Salt Lake City para los Juegos Olímpicos de invierno de 2002 y que resultaría posteriormente en la revelación por parte del diario The Australian de que miembros del Comité Olímpico Australiano habían sobornado a miembros del COI para obtener su voto favorable a Sídney.
Las autoridades pekinesas decidieron insistir en una nueva candidatura para los Juegos Olímpicos del año 2008. Otras nueve ciudades se presentaron también con el mismo fin: Bangkok, El Cairo, Estambul, Kuala Lumpur, La Habana, Osaka, París, Sevilla y Toronto.
En julio de 2001, The New York Times constataba que Pekín era ampliamente favorita entre los miembros del COI, a pesar de que el Parlamento Europeo y algunos congresistas estadounidenses habían pedido que los Juegos no se realizaran en China, debido a los antecedentes de China en materia de derechos humanos y los problemas de contaminación. Diversas ONG cuestionaron la candidatura de Pekín, tal como lo habían hecho en 1993 y que fueron consideradas como una de las razones posibles de su sorprendente derrota, además de las eventuales operaciones de corrupción realizadas por los australianos.

### Evaluación técnica
Para esta ocasión el Comité Olímpico Internacional había decidido poner en práctica un nuevo sistema de elección más transparente, en el que las «ciudades aspirantes» serían sometidas a una revisión técnica por parte de Grupo de Trabajo de Aceptación de Candidaturas, que las evaluaría y procedería a establecer cuales de ellas no alcanzaban los requerimientos mínimos, para que los miembros del Comité Olímpico Internacional pudiera concentrar su elección sobre las restantes.
El Grupo de Trabajo presentó el informe el 18 de agosto de 2000. Para su realización examinó a las candidatas en diez rubros (apoyo gubernamental y de la opinión pública, infraestructura general, infraestructura deportiva, villa olímpica, condiciones ambientales e impacto, alojamiento, transporte, seguridad, experiencia previa y finanzas) y confeccionó una tabla de "concepto general" con el fin de descartar a aquellas que no estaban en condiciones de ser sede olímpica en 2008. A tal fin, el Grupo de Trabajo consideró que, en una calificación de 0 a 10, no debería elegirse una ciudad que tuviera una calificación menor a 6.
Sobre la base de estos datos, el Grupo de Trabajo concluyó que solo cuatro ciudades reunían las condiciones necesarias para alojar los Juegos Olímpicos de 2008: Pekín, Osaka, París y Toronto. Entre las cuatro seleccionadas, París reunía el mejor puntaje (8/9), seguida de Pekín (7/8), Toronto (6/8) y Osaka (6/7). El Comité Ejecutivo aceptó a las cuatro ciudades mencionadas, pero incluyó también entre las preseleccionadas a Estambul (6/7), que tenía la misma calificación que Osaka.
Una segunda evaluación fue realizada, esta vez por miembros del COI, examinando nuevamente a las cinco ciudades preseleccionadas; este informe confirmó las candidaturas de París, Pekín y Toronto como "excelentes", mientras que planteó reticencias en la factibilidad de las propuestas presentadas por Estambul y Osaka, especialmente en el ámbito financiero.
La candidatura pekinesa recibió las siguientes calificaciones por rubro, ordenados de manera decreciente de acuerdo con la mínima:
1. Alojamiento: 96–100
2. Villa olímpica: 80–90
3. Apoyo del gobierno y la población: 68–73
4. Seguridad: 65–78
5. Infraestructura deportiva: 63–79
6. Transporte: 63–76
7. Experiencia: 59–70
8. Condiciones ambientales: 54–68
9. Infraestructura general: 48–54

El rubro financiero se evaluó de manera conceptual, sin incluir una calificación cuantitativa. Pekín obtuvo una ventaja comparativa en el rubro de apoyo del gobierno y, sobre todo de la población, que alcanzaba el 94,6 %. En el mismo rubro, París mostraba un relativamente bajo apoyo de la población (79 %), lo que indicaba un alto nivel de indiferencia u oposición, mientras que Toronto evidenciaba un nivel aceptable (90 %), pero más bajo que el de la ciudad china. La evaluación financiera también fue importante, mientras que Toronto recibía una crítica por los altos precios de las entradas. Los aspectos más débiles de la candidatura pekinesa fueron la infraestructura general y las condiciones ambientales, ante lo cual la ciudad se comprometió a mejorar los niveles de protección al medio ambiente, adoptando medidas excepcionales, como la severa restricción del tránsito automotor durante los Juegos.

### Votación
Más allá de las manifestaciones y protestas políticas, Pekín fue desde un comienzo la favorita de los miembros del COI, los cuales deseaban llevar el evento al país más poblado del planeta, manifestando alguno de estos tener la esperanza de que el mismo pudiese impulsar al gobierno a mejorar la situación de los derechos humanos en China. El presidente del COI durante la realización de los Juegos, Jacques Rogge, recordaría que durante la candidatura, China había adoptado un "compromiso moral" para mejorar la situación de los derechos humanos en el país.
La candidatura de Pekín fue activamente promovida por Juan Antonio Samaranch en los últimos años al frente del COI. Samaranch cuestionó a los sectores que intentaban "aprovecharse de los Juegos para fines políticos" y sostuvo que "muchos países que acusan a otros de no respetar los derechos humanos deberían mirarse a sí mismos". El dirigente español valoró muy especialmente el esfuerzo realizado por China para romper el boicot contra Estados Unidos en los Juegos de Los Ángeles 1984, donde la delegación china recibió una de las ovaciones más importantes de la historia del olimpismo. Samaranch destacó también la importancia de que los Juegos se realizaran por primera vez en un país que cuenta con la cuarta parte de la población mundial y que ha registrado en las últimas décadas un gran desarrollo económico y deportivo.
El 13 de julio de 2001 Pekín fue elegida como sede de los Juegos de la XXIX Olimpiada, durante la 112.ª sesión del Comité Olímpico Internacional realizada en la ciudad de Moscú. Mientras que en otras elecciones de sedes olímpicas, la ganadora es elegida en una última ronda de votación con dos ciudades candidatas tras eliminar al resto una a una en rondas previas, la capital china fue elegida tras ganar las dos primeras rondas de votación: En la primera ronda, Osaka fue eliminada al ser la candidata con menos votos, y en la segunda, Pekín alcanzó un total de 56, más de la mitad de los 105 votos efectuados en dicha etapa, duplicando a su rival más cercano y obteniendo más votos que las demás candidaturas juntas.

## Símbolos

### Antorcha olímpica y recorrido

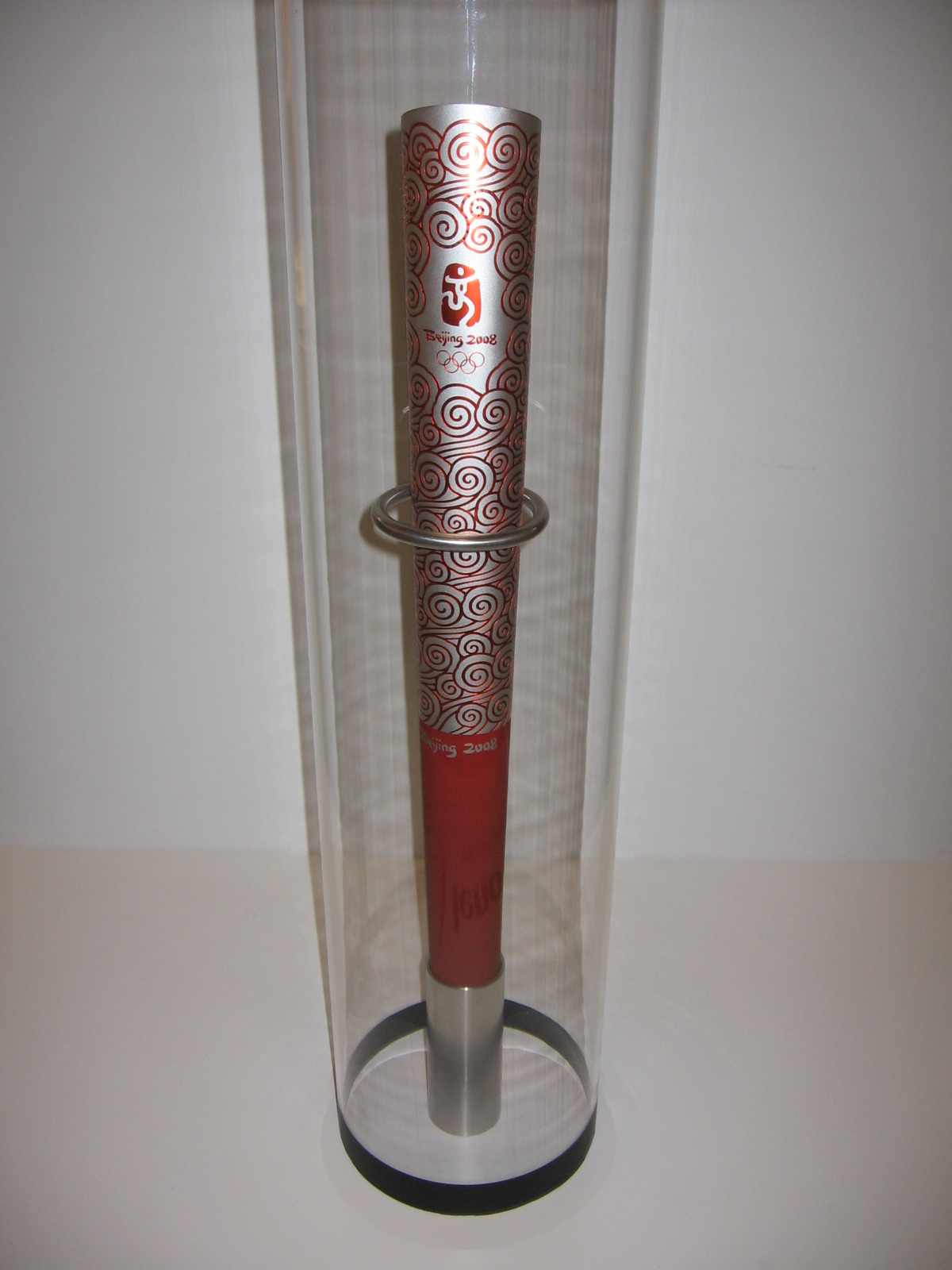
El diseño de la antorcha olímpica está basado en un rollo antiguo de papel adornado con motivos de nubes de características chinas en tonos rojo y plateado.

Siguiendo con las tradiciones olímpicas, para los Juegos Olímpicos de Pekín 2008 fue diseñada una antorcha olímpica, la cual fue presentada oficialmente el 26 de abril de 2007 en Pekín por el presidente del Comité Organizador (BOCOG), Liu Qi, y el presidente del Comité Olímpico Internacional, Jacques Rogge. La antorcha tiene una forma ligeramente curva, una altura de 72 centímetros y un peso de 985 gramos y está compuesta de aluminio sometido a técnicas de grabado al aguafuerte y anodización. Su llama, producida por combustión de propano, puede alcanzar entre 25 y 30 centímetros en condiciones normales, durar hasta 15 minutos, resistir vientos de hasta 65 km/h y lluvia de 50 mm por hora.

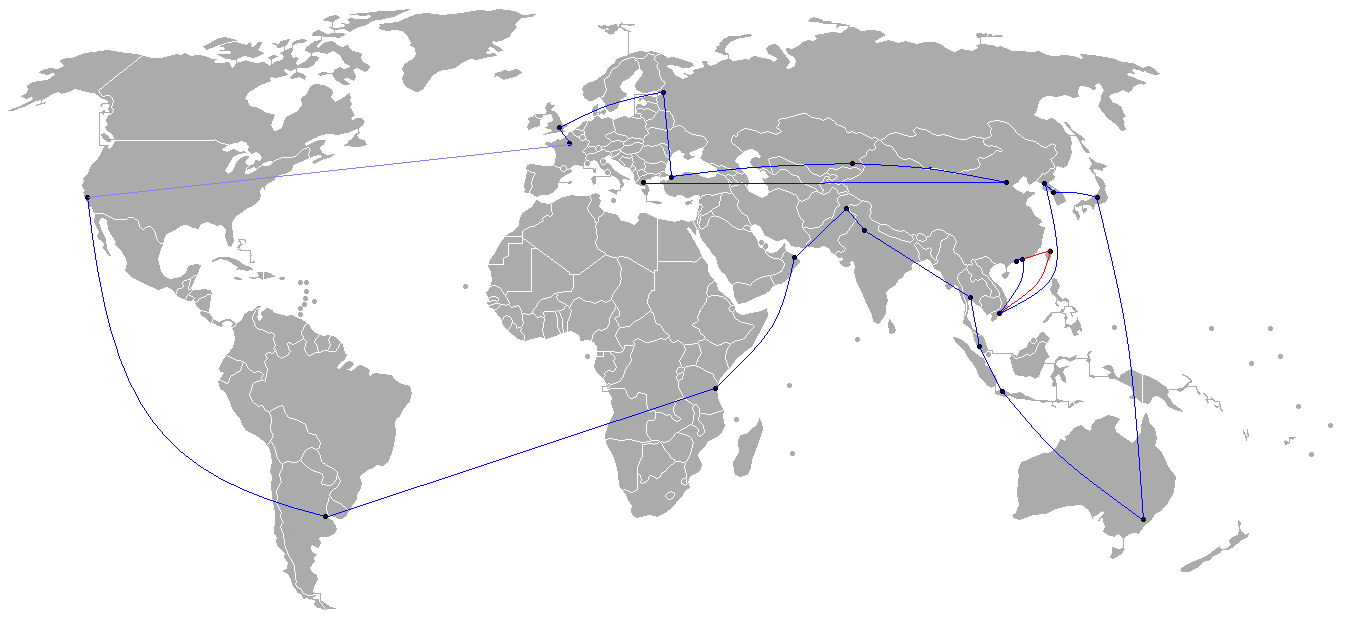
Recorrido internacional de la antorcha olímpica

Al igual que en los últimos dos Juegos Olímpicos, el Comité Organizador decidió realizar un recorrido de la antorcha circunnavegando el planeta. BOCOG estimó un recorrido de 137 000 km en 130 días, utilizando 21 780 portadores en su paso por 136 ciudades de 23 países en los cinco continentes. El trayecto de relevos se inició como de costumbre con el encendido de la Llama Olímpica en el estadio de Olimpia, el 25 de marzo de 2008, para luego visitar diversas localidades de Grecia antes de llegar a Pekín a bordo de un Airbus A330. Desde esta ciudad se inició la etapa internacional del viaje, visitando Almaty, Estambul y San Petersburgo en su primera etapa, rememorando de cierta forma la antigua Ruta de la seda.
Posteriormente, el viaje de relevos enfrentó diversas manifestaciones de grupos contrarios al régimen chino, quienes exigían mejoras en el ámbito de la democracia y los derechos humanos. El paso de la antorcha por Occidente coincidió con el estallido de la rebelión de 2008 en el Tíbet, lo que encendió mayor polémica sobre este. En París y Londres, varios manifestantes atacaron el paso de la antorcha e incluso lograron apagarla en diversas ocasiones, mientras un cartel gigante fue colocado en el Golden Gate exclamando «Tibet libre». BOCOG modificó considerablemente los recorridos, especialmente en San Francisco luego de los disturbios en Europa. Las manifestaciones se repitieron posteriormente en Buenos Aires, Canberra y Nagano, algunas de las siguientes paradas del recorrido.

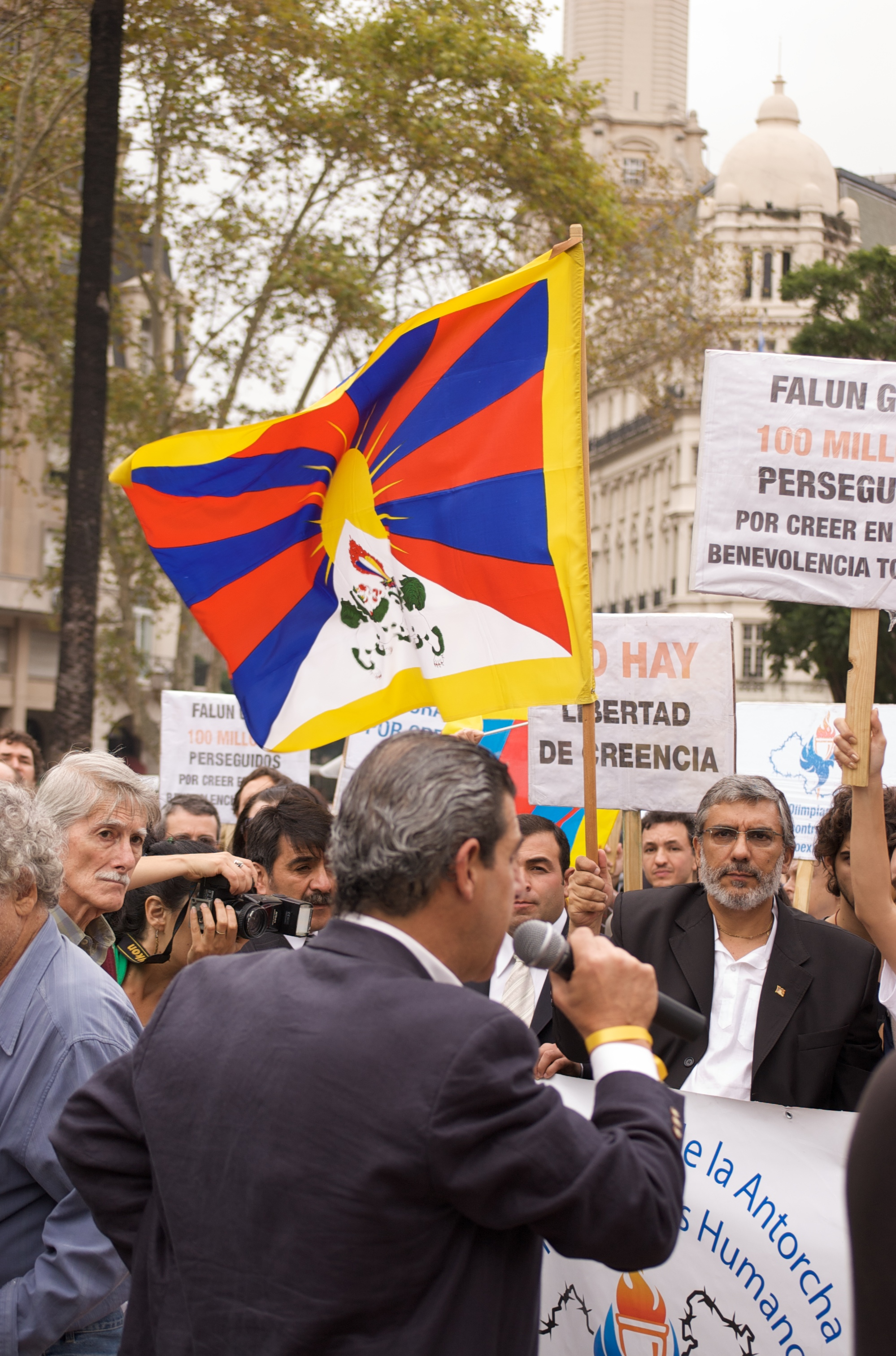
Protestas de simpatizantes de la causa tibetana en Buenos Aires, Argentina, durante el paso de la antorcha olímpica en abril de 2008.

El recorrido pasó por diversas ciudades como Dar es Salaam, Mascate, Islamabad, Nueva Delhi y Yakarta. Un complejo operativo permitió el ascenso de la antorcha a la cumbre del monte Everest. Una detención había sido prevista para Taipéi, pero la imposibilidad de llegar a un acuerdo entre representantes de la República Popular China y la República de China debido a la disputa sobre Taiwán impidió el paso de la llama. Tras el recorrido internacional, la llama pasó por diversas localidades chinas, aunque el paso fue suspendido algunos días tras el terremoto de Sichuan, ocurrido el 12 de mayo de 2008. Tras su recorrido a lo largo de todo el mundo, la antorcha llegó a Pekín y se utilizó para encender el pebetero en el Estadio Nacional de Pekín durante la ceremonia de apertura, el 8 de agosto.
Este fue, a grandes rasgos, el recorrido:
- Grecia: Olimpia, Atenas.
- China: Pekín
- Kazajistán: Almaty
- Turquía: Estambul
- Rusia: San Petersburgo
- Reino Unido: Londres
- Francia: París
- Estados Unidos: San Francisco
- Argentina: Buenos Aires
- Tanzania: Dar Es Salaam
- Omán: Mascate
- Pakistán: Islamabad
- India: Nueva Delhi
- Tailandia: Bangkok
- Malasia: Kuala Lumpur
- Indonesia: Yakarta
- Australia: Canberra
- Japón: Nagano
- Corea del Sur: Seúl
- Corea del Norte: Pionyang
- Vietnam: Ciudad Ho Chi Minh
- China:  Hong Kong,  Macao, Sanya, Guangzhou, Hangzhou, Shanghái, Nankín, Wuhan, Kunming, Chongqing, Lhasa, Golmud, Urumqi, Dunhuang, Lanzhou, Xian, Hohhot, Harbin, Shenyang, Qingdao, Tianjin, Chengdu, Pekín.

Al mismo tiempo, el 8 de mayo, una llama hermana subió a la cima del monte Everest.

### Emblema y diseño gráfico
El logotipo de los Juegos Olímpicos de 2008 fue conocido como "Pekín danzante". Su presentación ocurrió el 3 de agosto de 2003. Se trata de la representación de un atleta o bailarín en un fondo rojo, diseñado a manera de sello tradicional de la cultura china. La forma del personaje recuerda al ideograma chino 京 (jing), cuyo significado es "capital", en referencia a Pekín, la capital de la República Popular China y sede de los Juegos Olímpicos de 2008. Debajo del dibujo, se encuentran la frase Beijing 2008 y los cinco Anillos Olímpicos.
Las 5 mascotas oficiales de los Juegos son denominadas en conjunto como Fuwa (福娃, literalmente niños de la suerte). Fueron presentadas el 11 de noviembre de 2005, mil días antes de la inauguración de los Juegos. Las cinco mascotas se llaman Beibei, Jingjing, Huanhuan, Yingying y Nini; cada nombre representa la duplicación de una de las sílabas de la frase Běijīng huānyíng nǐ (北京欢迎你), que en chino mandarín significa Pekín les da la bienvenida. La elección de las cinco mascotas representa diversos conceptos: por un lado, cada uno representa a uno de los cinco elementos del taoísmo (agua, madera, fuego, tierra y metal), a las principales cinco ramas deportivas (deportes acuáticos, de lucha y combate, de bola, gimnasia y atletismo), y por el otro a los cinco Anillos Olímpicos.
Un mundo, un sueño (en chino, 同一个世界 同一个梦想, Tóng yíge shìjiè tóng yíge mèngxiǎng) fue adoptado como el lema promocional del evento. Su anunció aconteció el 26 de junio de 2005, siendo presentado por el Comité Organizador.

## Deportes
Los Juegos Olímpicos de Pekín 2008 incluyeron 28 deportes, los mismos existentes en Atenas 2004, con un total de 37 disciplinas (tras la inclusión del BMX en ciclismo) y de 302 eventos, uno más que en la edición anterior. Dentro de los cambios se añadieron nuevas competiciones: 10 km masculino y femenino en natación, BMX femenino y masculino, 3000 m obstáculos femeninos en atletismo, equipos masculino y femenino en tenis de mesa (reemplazando a las competiciones de dobles respectivos) y en esgrima, sable femenino por equipos y florete femenino por equipos. Ocho disciplinas desaparecieron: 1 km contrarreloj masculino y 500 m contrarreloj femenino en ciclismo en pista, blanco móvil masculino y doble foso femenino en tiro olímpico y espada femenina por equipos y florete masculino por equipos en esgrima. Estos juegos además representaron la última participación del béisbol y el sóftbol como deportes olímpicos, al ser eliminados del programa de los Juegos Olímpicos de Londres 2012.
La siguiente lista muestra los 28 deportes participantes durante los Juegos Olímpicos de Pekín 2008, donde se disputaron un total de 302 eventos: 165 masculinos, 127 femeninos y 10 mixtos (indicados entre paréntesis):
| - Atletismo (24/23) - Bádminton (2/2/1) - Baloncesto (1/1) - Balonmano (1/1) - Béisbol (1/0) - Boxeo (11/0) - Ciclismo: - BMX (1/1) - Montaña (1/1) - Pista (7/3) - Ruta (2/2) - Deportes acuáticos: - Natación (17/17) - Natación sincronizada (0/2) - Saltos (4/4) - Waterpolo (1/1) | - Equitación (0/0/6) - Esgrima (5/5) - Fútbol (1/1) - Gimnasia: - Gimnasia artística (8/6) - Gimnasia rítmica (0/2) - Trampolín (1/1) - Halterofilia (8/7) - Hockey (1/1) - Judo (7/7) - Lucha: - Lucha grecorromana (7/0) - Lucha libre (7/4) | - Piragüismo (12/4) - Pentatlón moderno (1/1) - Remo (8/6) - Sóftbol (0/1) - Taekwondo (4/4) - Tenis (2/2) - Tenis de mesa (2/2) - Tiro con arco (2/2) - Tiro olímpico (9/6) - Triatlón (1/1) - Vela (4/4/3) - Voleibol - Voleibol (1/1) - Voleibol de playa (1/1) |

El Comité Organizador intentó incluir al wushu, un arte marcial, a la lista de deportes olímpicos, como disciplina oficial o como deporte de exhibición, algo que no se realizaba desde los Juegos Olímpicos de Barcelona 1992. Aunque la idea fue desechada por el Comité Olímpico Internacional, este permitió la realización de un torneo de exhibición de wushu paralelo entre el 21 y el 24 de agosto en el Gimnasio del Centro Olímpico de Pekín se llamó el Torneo de Wushu de Beijing. Si bien no fue oficial y sus resultados no se contabilizan dentro del medallero general, al ser organizado por el mismo Comité Organizador, mantuvo las mismas características que el resto de los deportes oficiales, como el uso de las medallas o de la Villa Olímpica.

## Organización
La organización de estos Juegos estuvo en manos del Comité Organizador de los Juegos Olímpicos de Pekín (conocido como BOCOG por sus siglas en inglés), dirigido por el político Liu Qi, una de las principales figuras del Partido Comunista Chino al ser el secretario del Comité del partido en la capital y alcalde de la ciudad entre 1999 y 2003. Aunque oficialmente independiente tanto del Comité Olímpico Chino como del gobierno del país, estos tuvieron gran influencia en la organización, especialmente este último respecto a las obras de mejoras en la infraestructura y de seguridad.

### Sedes e instalaciones deportivas

Mapa de ubicación de los recintos olímpicos en Pekín

El gobierno chino junto al Comité Organizador establecieron un total de 31 sedes e instalaciones deportivas para la realización de los Juegos en la ciudad de Pekín. De estos, 12 nuevas instalaciones fueron construidas en su totalidad, entre las que sobresalen el Estadio Nacional y el Centro Acuático Nacional. El Estadio Nacional, conocido también como el Nido de pájaros, fue diseñado por la firma de arquitectos Herzog & de Meuron y es una de las estructuras de acero más grandes del planeta. Un total de 11 instalaciones existentes se renovaron y acondicionaron para la cita olímpica. Asimismo, se edificaron 9 instalaciones temporales, que al final de los Juegos fueron modificadas o incluso retiradas. Entre éstas, se cuenta el circuito urbano para la maratón y las pruebas de marcha, y un circuito tanto en la ciudad como en las afueras para las competiciones de ciclismo en ruta.
En las otras ciudades sedes se remodelaron 4 estadios para las competencias de fútbol en Qinhuangdao, Shanghái, Shenyang y Tianjin. Además, se mejoró el Centro Hípico de Hong Kong y se acondicionó el puerto de Qingdao para las regatas de vela. El Estadio Olímpico de Guangdong, en la ciudad de Guangzhou (Cantón), fue inaugurado en 2001 como parte de la candidatura de Pekín 2008; sin embargo, finalmente fue desechado como sede. La selección de Hong Kong como sede, producto de las preocupaciones respecto a las medidas sanitarias existentes en la China continental, representa la segunda vez en la historia en que los eventos de hípica son realizados en el territorio de un comité olímpico nacional diferente del organizador oficial: anteriormente ocurrió durante los Juegos Olímpicos de Melbourne 1956, en que las disciplinas ecuestres se realizaron en Estocolmo, Suecia. Esto ocurre ya que, debido a las atribuciones particulares de Hong Kong como región administrativa especial, se le permite tener su propio comité olímpico, pese a ser parte de la República Popular China.
El presupuesto para todos estos proyectos fue estimado originalmente en cerca de 13 000 millones de yuanes (aproximadamente, USD 1880 millones), aunque estudios posteriores afirman que el costo final excedió los 19,5 millones de yuanes. Una de las razones más importantes de esto fue el exceso en más de 450 millones de yuanes en la construcción del Estadio Nacional por sobre su presupuesto original de 3140 millones.
Construcciones nuevas en Pekín:

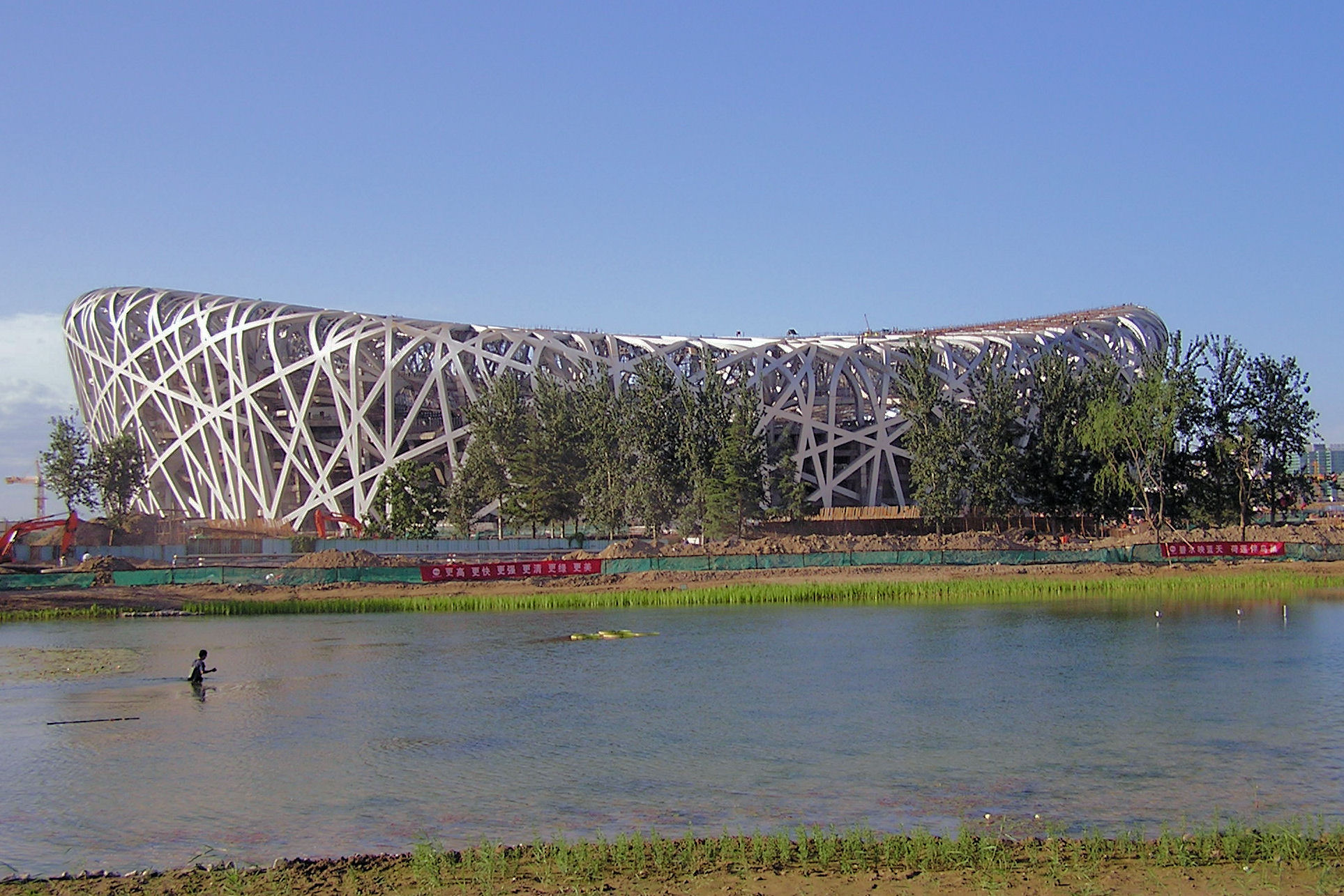
Estadio Nacional, sede principal de los Juegos Olímpicos, conocida como el Nido de pájaros por su particular forma.

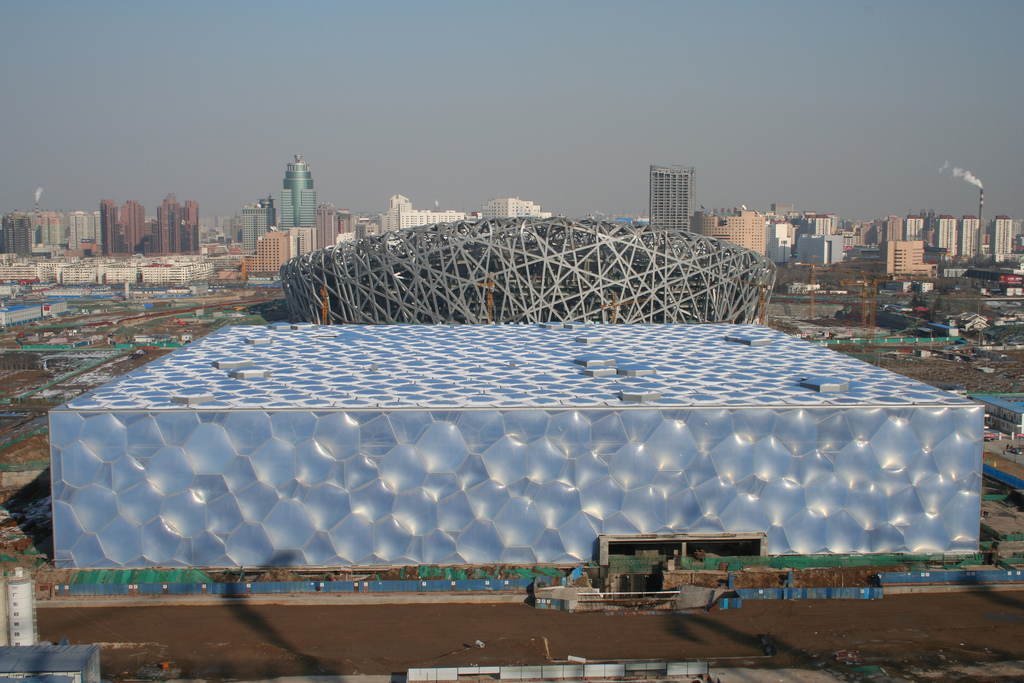
El Centro Acuático Nacional de Pekín (llamado Cubo de agua) fue construido con una arquitectura vanguardista.

- Estadio Nacional – atletismo, fútbol y ceremonias.
- Centro Acuático Nacional – natación, saltos y natación sincronizada.
- Gimnasio Olímpico de Baloncesto – baloncesto.
- Pabellón de Tiro de Pekín – tiro (precisión).
- Campo de Tiro de Pekín – tiro (plato).
- Estadio Cubierto Nacional – gimnasia (artística y trampolín) y balonmano.
- Velódromo de Laoshan – ciclismo (pista).
- Parque Olímpico de Remo-Piragüismo de Shunyi – remo, piragüismo y natación (aguas abiertas).
- Gimnasio de la Universidad de Agronomía de China – lucha.
- Gimnasio de la Universidad de Pekín – tenis de mesa.
- Gimnasio de la Universidad de Ciencia y Tecnología de Pekín – judo y taekwondo.
- Gimnasio de la Universidad Técnica de Pekín – bádminton y gimnasia (rítmica).

Recintos remodelados en Pekín:
- Estadio del Centro Olímpico – fútbol y pentatlón (carrera e hípica).
- Gimnasio del Centro Olímpico – balonmano.
- Estadio de los Trabajadores – fútbol.
- Arena de los Trabajadores – boxeo.
- Pabellón Deportivo de la Capital – voleibol.
- Estadio de Sóftbol de Fengtai – sóftbol.
- Piscina Ying Tung – waterpolo y pentatlón (natación).
- Pista de Ciclismo de Montaña de Laoshan – ciclismo (montaña).
- Gimnasio del Instituto Tecnológico – voleibol.
- Gimnasio de la Universidad de Beihang – halterofilia.

Recintos temporales en Pekín:
- Centro de Conferencias del Parque Olímpico – esgrima y pentatlón (esgrima).
- Campo de hockey del Parque Olímpico – hockey.
- Campo de tiro con arco del Parque Olímpico – tiro con arco.
- Centro Olímpico de Tenis de Pekín – tenis.
- Estadio de Béisbol de Wukesong – béisbol.
- Velódromo de Laoshan – ciclismo (BMX).
- Campo de vóley playa del Parque Chaoyang – vóley playa.
- Instalación de triatlón en la represa de las Tumbas de la Dinastía Ming – triatlón.

Recintos fuera de Pekín:
- Qingdao: Centro de Vela Internacional de Qingdao – vela.
- Qinhuangdao: Estadio Olímpico de Qinhuangdao – fútbol.
- Hong Kong: Centro ecuestre olímpico de Hong Kong – equitación.
- Shanghái: Estadio de Shanghái – fútbol.
- Shenyang: Estadio Olímpico de Shenyang – fútbol.
- Tianjin: Estadio Olímpico de Tianjin – fútbol.

### Transporte y medioambiente

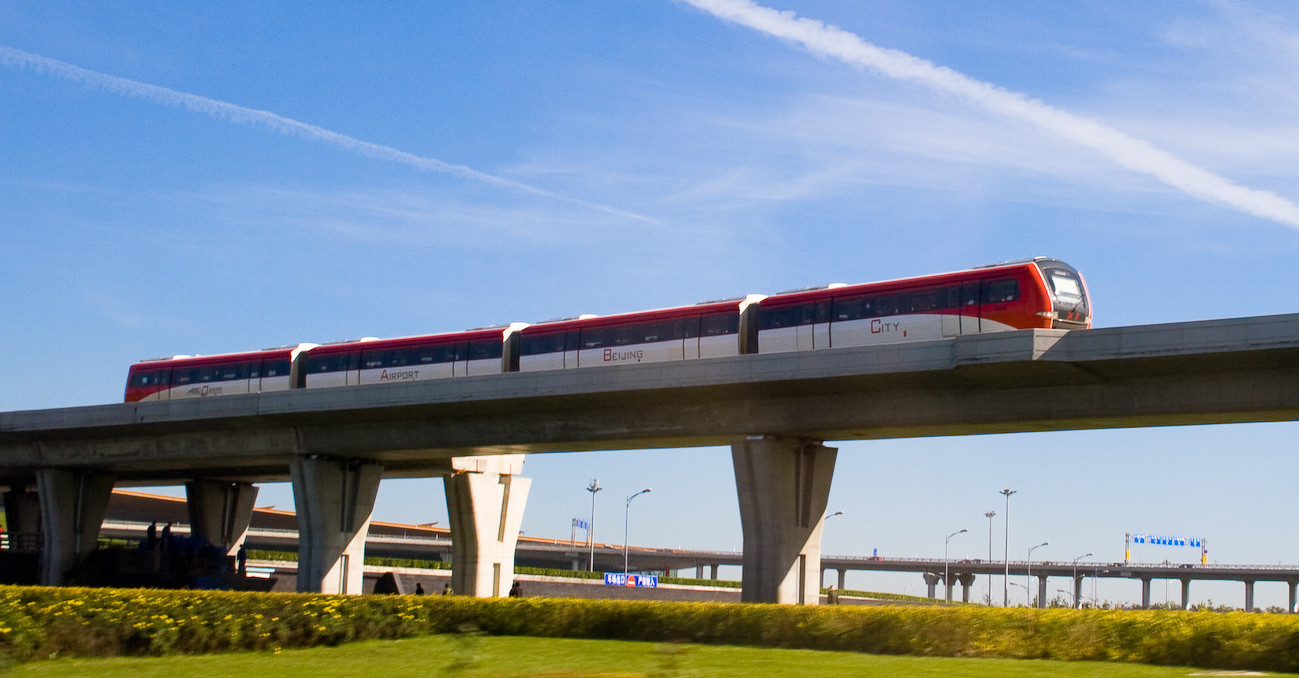
El metro de Pekín aumentó de 53,5 a 198,2 km con miras a albergar los Juegos, incluyendo una línea expresa al aeropuerto (en la imagen) y una directo al Parque Olímpico.

Una de las principales tareas del Comité Organizador y del gobierno local fue el desarrollo de la infraestructura de transportes necesaria para soportar el alto flujo de pasajeros que traería los Juegos, tanto de parte de los atletas y oficiales como de los miles de turistas y periodistas que llegarían a la ciudad. Una de las principales labores al respecto fue la completa transformación del Aeropuerto Internacional de Pekín, que incluyó la construcción de su tercera terminal a cargo del arquitecto Norman Foster. Tras su inauguración, el 29 de febrero de 2008, se convirtió en el aeropuerto más grande del mundo con una superficie que excede el millón de metros cuadrados y una capacidad de hasta 7000 pasajeros internacionales por hora, aunque sería superado en octubre de 2008 por el nuevo aeropuerto de Dubái.
El metro de Pekín sufrió también una gran transformación. Tras la asignación de la sede olímpica a la ciudad, rápidamente se iniciaron las labores de construcción de nuevas líneas, duplicando su capacidad al añadir seis nuevas líneas y un total de 82 nuevas estaciones. Dentro de estas reformas destacaron la línea expresa al aeropuerto internacional más la primera fase de la Línea 8, que llevaba directamente al Parque Olímpico. Tres líneas (las dos mencionadas más la Línea 10) fueron inauguradas el 19 de julio de 2008, un par de semanas antes de los Juegos, mientras otras tres se inauguraron paulatinamente en 2002, 2003 y 2007. Esto implicó un importante alza en la afluencia de pasajeros, llegando a 4,92 millones de personas el 22 de agosto de 2008 y un total de 68 millones de pasajeros durante la duración de los Juegos Olímpicos. El parque de la locomoción colectiva se enfrentó también a una importante reforma, agregando más buses y minibuses y de mejor calidad, mientras un total de 5000 automóviles fueron confeccionados por la filial china de Volkswagen para el uso por parte de las delegaciones oficiales olímpicas.

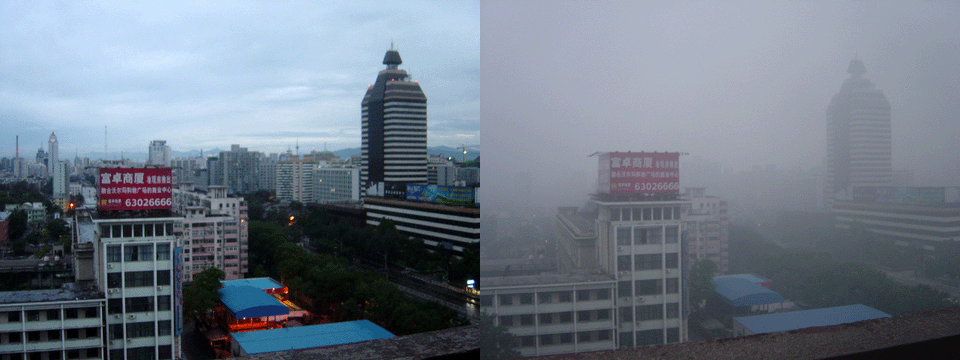
Vista de Pekín en 2005 en un día luego de una lluvia y otro sin lluvia, reflejando la fuerte contaminación atmosférica de la ciudad y que debió ser combatida durante los Juegos.

El aumento en los servicios de los transportes públicos permitió el desarrollo normal dentro de la ciudad, que no solo se vio impactado por el aumento temporal de pasajeros sino también por las fuertes medidas para reducir la contaminación atmosférica, una de las principales críticas a Pekín durante su candidatura. De acuerdo con la Organización Mundial de la Salud, la concentración de material particulado PM10 (generado principalmente por la combustión fósil) en Pekín superaba ampliamente el límite de 50 μg/m³, llegando fácilmente a cifras superiores a los 150 μg/m³. La OMS alertó de que estas condiciones podían afectar la salud de las personas y especialmente de aquellas sometidas a deportes de alta exigencia física, como la maratón o el ciclismo, lo que provocó preocupación en algunas delegaciones y atletas.
El gobierno chino aplicó diversas medidas en el transporte, reduciendo el parque automotor al eliminar los 200.000 vehículos más contaminantes, y al imponer una restricción vehicular sobre 2 millones de automóviles cada día. A ello se sumaron acciones sobre la industria, al realizar el traslado de cientos de fábricas desde el área metropolitana pekinés hacia otros sectores durante los años previos al evento y cuando quedaban algunas semanas, se cerraron temporalmente varias otras fábricas y obras de construcción, tanto de Pekín como de la cercana Tianjin y la provincia de Hebei. Todas estas medidas, que tuvieron un costo de cerca de 20.500 millones de dólares, finalmente surtirían efecto durante la realización del evento, donde se logró reducir en más de un 20% el índice de contaminación del aire en Pekín y hasta un 60% las emisiones de óxido de nitrógeno, aunque otras mediciones detectaron días con emisiones que superaron de manera importante los límites (llegando incluso hasta los 604 μg/m³ el tercer día de los Juegos).

### Seguridad

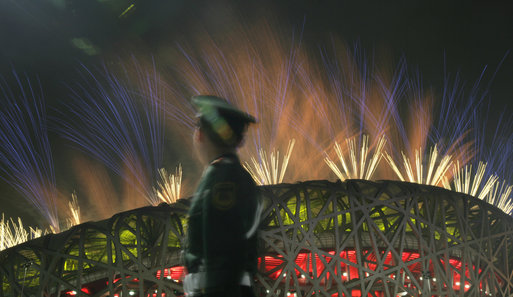
Un miembro de la Policía Armada Popular vigila el Estadio Nacional durante la ceremonia de apertura de los Juegos Olímpicos.

Siguiendo la tendencia de los Juegos Olímpicos anteriores, Pekín 2008 aumentó de manera importante los estándares de seguridad en la ciudad y, principalmente, en las cercanías de los recintos olímpicos. Los dispositivos de seguridad fueron entrenados especialmente para poder ser capaces de enfrentar una amenaza terrorista e incluso se instalaron misiles antiaéreos en las diversas sedes deportivas. Sobre cien mil unidades de la Policía Armada Popular habrían sido destinados para cuidar la seguridad junto a 1 400 000 de voluntarios, mientras 300 000 cámaras de seguridad se instalaron para apoyar las labores de vigilancia. Se estima que para la seguridad de Pekín se destinaron cerca de 3000 millones de libras esterlinas, mientras en las otras ciudades que albergaron eventos olímpicos, se destinaron 34 000 unidades de la Policía Armada, misiles antiaéreos, 48 helicópteros, 74 aeronaves militares y 33 naves de la Armada.

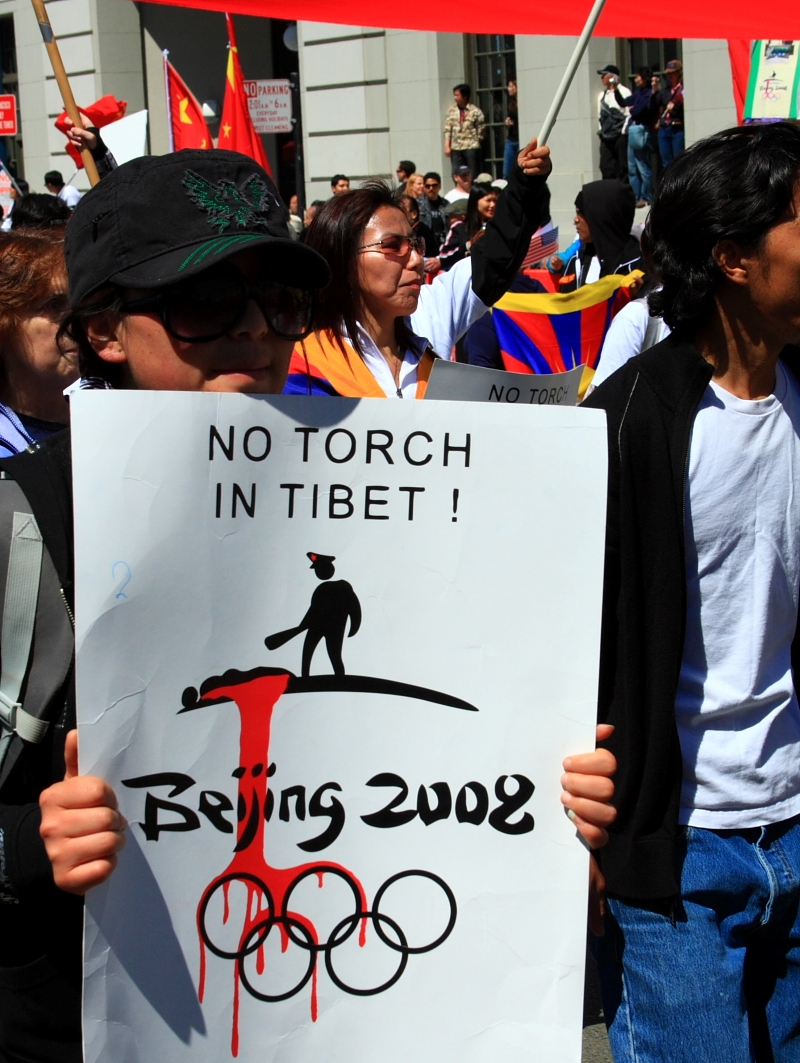
Diversas protestas fueron realizadas fuera de China a favor de la independencia tibetana, pero fueron prohibidas dentro de ella.

Aunque las restrictivas medidas de seguridad fueron argumentadas con el fin de evitar un atentado terrorista como en los Juegos Olímpicos de Múnich 1972 y de Atlanta 1996, algunos críticos aseguraron que estas medidas fueron orquestadas por el gobierno chino para reprimir a los grupos opositores. Dentro de estos grupos destacarían los secesionistas uigures de Xinjiang y los tibetanos, además de los detractores políticos del sistema comunista existente en el país y otras organizaciones como el Falun Gong.
El gobierno chino intentó justificar sus medidas al anunciar el desbaratamiento de un plan del Movimiento Islámico del Turquestán Oriental (el cual promueve el establecimiento de un estado islámico independiente en Xinjiang y que mantendría lazos con al Qaeda) para realizar atentados suicidas y secuestros de extranjeros durante los Juegos, además de un atentado contra la policía fronteriza china en Xinjiang cuatro días antes del inicio de los Juegos y que dejó 16 muertos. Diversas organizaciones defensoras de los derechos humanos denunciaron, en tanto, que el gobierno chino inició una sistemática serie de arrestos contra diversos opositores en las cercanías de los Juegos Olímpicos (destacando personalidades como Hu Jia y Yang Chunlin), llegando a un aumento de un 20% en las detenciones por cargos de "subversión" entre 2006 y 2007 según Human Rights Watch.
Las medidas de seguridad también fueron fuertemente aplicadas contra los extranjeros que ingresaron a China para manifestar sus críticas contra la República Popular China o su apoyo a los grupos opositores de ésta, especialmente tras los incidentes en el recorrido de la antorcha olímpica. Los procedimientos inmigratorios fueron controlados exhaustivamente, llegando incluso a suspender la entrega de visas ejecutivas para evitar el ingreso de activistas. Sin embargo, pocas manifestaciones lograron realizarse en territorio chino durante los juegos: un grupo pro-tibetano logró mostrar un lienzo fuera del Estadio Nacional, mientras otros intentaron realizar algo similar algunos días después y un espectador logró sacar la bandera tibetana en un evento ecuestre. Todos los responsables de dichas manifestaciones fueron detenidos de inmediato por la policía (los cuales denunciaron ser golpeados durante su detención), mientras los extranjeros fueron deportados.
Intentando acallar las críticas respecto a las violaciones a los derechos humanos y a la supresión de la libertad de expresión, el gobierno chino estableció tres zonas para la realización de manifestaciones, previa autorización. Sin embargo, de las 77 peticiones iniciales, 74 fueron retiradas, dos suspendidas y una rechazada, y varios de aquellos que presentaron las peticiones fueron arrestados, trasladados o desaparecieron.

## Participantes

### Países

Países participantes en los Juegos Olímpicos de Pekín 2008

Para los Juegos Olímpicos de Pekín se inscribieron atletas pertenecientes a 204 federaciones nacionales afiliadas al Comité Olímpico Internacional. Este número representa 3 países más que en Juegos Olímpicos de Atenas 2004, debido al regreso de Yibuti y el debut de tres países afiliados al COI entre ambos eventos: las Islas Marshall, Montenegro y Tuvalu. Sin embargo, Brunéi fue excluido en el último momento de los Juegos Olímpicos después de que el Comité Olímpico Nacional respectivo no inscribiera a sus atletas ante el COI.

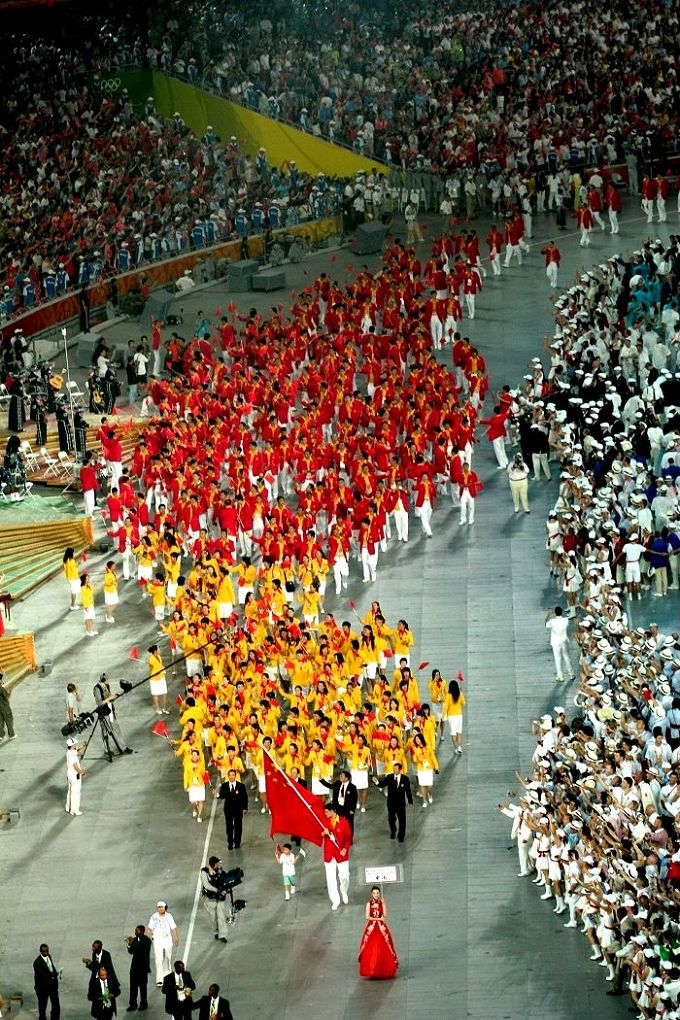
La delegación de la República Popular China, con 600 atletas, fue la representación más grande de las 204 participantes.

Corea del Norte y Corea del Sur barajaron desfilar conjuntamente bajo una bandera común en las ceremonias de apertura y clausura, tal como lo habían realizado en la ceremonia de apertura de los Juegos Olímpicos de Atenas 2004. Incluso se pensó en presentar una única delegación, pero los desacuerdos sobre qué criterio primaría para la selección de los deportistas de cada nación y el aumento en la tensión entre ambos gobiernos, impidieron llegar a algún convenio.
Tras la declaración de independencia de Kosovo, en febrero de 2008, surgió la posibilidad de que una delegación de dicho territorio asistiera por primera vez a una cita olímpica, considerando la existencia de un Comité Olímpico Nacional desde 2003 aunque no reconocido por el COI. La independencia de Kosovo ha sido reconocida por solo algunos países, por lo que la admisión dentro del COI es poco probable, especialmente debido a que Kosovo no es miembro de las Naciones Unidas, un prerrequisito casi fundamental (aunque existen algunas excepciones). Aunque se intentó un acuerdo similar al que permitió la participación de atletas de Timor Oriental en los Juegos Olímpicos de Sídney 2000, la falta de reconocimiento por suficientes estados y la admisión de solo 2 federaciones nacionales en organizaciones deportivas internacionales (de las 5 requeridas) impidieron finalmente su participación en este evento.
Por problemas de corrupción en las federaciones deportivas iraquíes y la poca autonomía de éstas respecto al gobierno central, el COI prohibió la participación de este país un par de semanas antes del inicio de los Juegos, el 24 de julio de 2008. Una semana más tarde, tras gestiones de diversas autoridades, se retiraron los cargos y se dio luz verde a los deportistas de Irak para viajar a la capital china.

La delegación de Georgia, a instancias del presidente de la nación Mijeíl Saakashvili, amenazó el 9 de agosto con abandonar su participación en los Juegos debido a la Guerra de Osetia del Sur que estalló el mismo día que la ceremonia de inauguración del evento deportivo. La amenaza finalmente no se cumplió y el gobierno permitió que la delegación continuara con su participación, evitando así las sanciones por ocho años que hubiera enfrentado el Comité Olímpico Georgiano.

### Atletas
Respecto al número de atletas, 11,883 atletas se inscribieron inicialmente (entre ellos, los dos atletas de Brunéi) pero solo 10 902 atletas participaron efectivamente en los Juegos, excluyendo a lesionados y descalificados. De estos, 6294 eran hombres y 4608 eran mujeres.
La siguiente tabla muestra a los países participantes en los Juegos Olímpicos de Pekín 2008 y el número de atletas representantes (en corchetes, el número de hombres y de mujeres):
| Lista de naciones participantes | Lista de naciones participantes | Lista de naciones participantes |
| --- | --- | --- |
| - Afganistán (AFG), 4 [3/1] - Albania (ALB), 11 [7/4] - Alemania (GER), 420 [237/183] - Andorra (AND), 5 [3/2] - Angola (ANG), 32 [17/15] - Antigua y Barbuda (ANT), 5 [4/1] - Antillas Neerlandesas (AHO), 3 [3/0] - Arabia Saudita (KSA), 14 [14/0] - Argelia (ALG), 56 [34/22] - Argentina (ARG), 132 [79/53] - Armenia (ARM), 25 [23/2] - Aruba (ARU), 2 [2/0] - Australia (AUS), 432 [233/199] - Austria (AUT), 70 [40/30] - Azerbaiyán (AZE), 44 [30/14] - Bahamas (BAH), 25 [16/9] - Baréin (BRN), 14 [11/3] - Bangladés (BAN), 5 [3/2] - Barbados (BAR), 8 [7/1] - Bélgica (BEL), 94 [77/17] - Belice (BIZ), 4 [3/1] - Benín (BEN), 5 [3/2] - Bermudas (BER), 6 [2/4] - Bielorrusia (BLR), 177 [93/84] - Birmania (MYA), 6 [4/2] - Bolivia (BOL), 7 [4/3] - Bosnia y Herzegovina (BIH), 5 [4/1] - Botsuana (BOT), 11 [9/2] - Brasil (BRA), 268 [139/129] - Bulgaria (BUL), 70 [43/27] - Burkina Faso (BUR), 6 [3/3] - Burundi (BDI), 3 [1/2] - Bután (BHU), 2 [1/1] - Cabo Verde (CPV), 2 [1/1] - Camboya (CAM), 4 [2/2] - Camerún (CMR), 32 [25/7] - Canadá (CAN), 332 [186/146] - Chad (CHA), 2 [1/1] - Chile (CHI), 26 [20/6] - China (CHN), 600 [312/288] - China Taipéi (TPE), 79 [43/36] - Chipre (CYP), 17 [7/10] - Colombia (COL), 67 [43/24] - Comoras (COM), 3 [2/1] - Congo (CGO), 5 [3/2] - Corea del Norte (PRK), 58 [21/37] - Corea del Sur (KOR), 265 [159/106] - Costa de Marfil (CIV), 21 [19/2] - Costa Rica (CRC), 8 [6/2] - Croacia (CRO), 99 [80/19] - Cuba (CUB), 158 [102/56] - Dinamarca (DEN), 85 [65/20] - Dominica (DMA), 2 [2/0] - Ecuador (ECU), 25 [17/8] - Egipto (EGY), 100 [74/26] - El Salvador (ESA), 11 [4/7] - Emiratos Árabes Unidos (UAE), 8 [6/2] - Eritrea (ERI), 10 [8/2] - Eslovaquia (SVK), 57 [35/22] - Eslovenia (SLO), 61 [40/21] - España (ESP), 282 [162/120] - Estados Unidos (USA), 589 [307/282] - Estonia (EST), 47 [34/13] - Etiopía (ETH), 27 [14/13] - Filipinas (PHI), 15 [10/5] - Finlandia (FIN), 57 [31/26] - Fiyi (FIJ), 6 [4/2] - Francia (FRA), 309 [188/121] | - Gabón (GAB), 4 [2/2] - Gambia (GAM), 3 [2/1] - Georgia (GEO), 35 [27/8] - Ghana (GHA), 9 [8/1] - Granada (GRN), 9 [4/5] - Grecia (GRE), 152 [82/70] - Guam (GUM), 6 [4/2] - Guatemala (GUA), 12 [9/3] - Guinea (GUI), 5 [2/3] - Guinea Ecuatorial (GEQ), 3 [2/1] - Guinea-Bissau (GBS), 3 [2/1] - Guyana (GUY), 4 [2/2] - Haití (HAI), 7 [3/4] - Honduras (HON), 25 [23/2] - Hong Kong (HKG), 34 [17/17] - Hungría (HUN), 171 [88/83] - India (IND), 53 [31/22] - Indonesia (INA), 24 [15/9] - Irán (IRI), 54 [51/3] - Irak (IRQ), 4 [3/1] - Irlanda (IRL), 55 [39/16] - Islandia (ISL), 27 [20/7] - Islas Caimán (CAY), 4 [3/1] - Islas Cook (COK), 4 [3/1] - Islas Marshall (MHL), 5 [3/2] - Islas Salomón (SOL), 3 [1/2] - Islas Vírgenes Americanas (ISV), 7 [6/1] - Islas Vírgenes Británicas (IVB), 2 [1/1] - Israel (ISR), 43 [23/20] - Italia (ITA), 333 [203/130] - Jamaica (JAM), 50 [23/27] - Japón (JPN), 332 [167/165] - Jordania (JOR), 7 [3/4] - Kazajistán (KAZ), 130 [60/70] - Kenia (KEN), 46 [28/18] - Kirguistán (KGZ), 20 [16/4] - Kiribati (KIR), 2 [2/0] - Kuwait (KUW), 8 [8/0] - Laos (LAO), 4 [2/2] - Lesoto (LES), 5 [4/1] - Letonia (LAT), 47 [29/18] - Líbano (LIB), 6 [4/2] - Liberia (LBR), 3 [2/1] - Libia (LBA), 6 [4/2] - Liechtenstein (LIE), 2 [2/0] - Lituania (LTU), 71 [44/27] - Luxemburgo (LUX), 13 [9/4] - Madagascar (MAD), 6 [4/2] - Malasia (MAS), 32 [18/14] - Malaui (MAW), 4 [2/2] - Maldivas (MDV), 4 [2/2] - Mali (MLI), 17 [3/14] - Malta (MLT), 6 [3/3] - Marruecos (MAR), 47 [36/11] - Mauricio (MRI), 11 [6/5] - Mauritania (MTN), 2 [1/1] - México (MEX), 83 [43/40] - Micronesia (FSM), 5 [3/2] - Moldavia (MDA), 29 [21/8] - Mónaco (MON), 5 [4/1] - Mongolia (MGL), 28 [14/14] - Montenegro (MNE), 19 [17/2] - Mozambique (MOZ), 4 [2/2] - Namibia (NAM), 10 [6/4] - Nauru (NRU), 1 [1/0] - Nepal (NEP), 8 [4/4] - Nicaragua (NCA), 6 [3/3] - Níger (NIG), 4 [2/2] | - Nigeria (NGR), 74 [37/37] - Noruega (NOR), 84 [30/54] - Nueva Zelanda (NZL), 178 [96/82] - Omán (OMA), 4 [3/1] - Países Bajos (NED), 237 [139/98] - Pakistán (PAK), 21 [19/2] - Palaos (PLW), 5 [3/2] - Palestina (PLE), 4 [2/2] - Panamá (PAN), 5 [3/2] - Papúa Nueva Guinea (PNG), 7 [3/4] - Paraguay (PAR), 7 [3/4] - Perú (PER), 13 [7/6] - Polonia (POL), 257 [156/101] - Portugal (POR), 77 [51/26] - Puerto Rico (PUR), 22 [17/5] - Qatar (QAT), 20 [20/0] - Reino Unido (GBR), 304 [163/141] - República Centroafricana (CAF), 3 [2/1] - República Checa (CZE), 134 [75/59] - República Dem. del Congo (COD), 5 [4/1] - República Dominicana (DOM), 24 [18/6] - República de Macedonia (MKD), 7 [5/2] - Ruanda (RWA), 4 [2/2] - Rumania (ROU), 101 [40/61] - Rusia (RUS), 454 [231/223] - Samoa (SAM), 6 [4/2] - Samoa Americana (ASA), 4 [2/2] - San Cristóbal y Nieves (SKN), 4 [1/3] - San Marino (SMR), 4 [2/2] - San Vicente y las Granadinas (VIN), 2 [1/1] - Santa Lucía (LCA), 4 [1/3] - Santo Tomé y Príncipe (STP), 3 [2/1] - Senegal (SEN), 15 [8/7] - Serbia (SRB), 87 [63/24] - Seychelles (SEY), 9 [6/3] - Sierra Leona (SLE), 3 [2/1] - Singapur (SIN), 25 [11/14] - Siria (SYR), 7 [6/1] - Somalia (SOM), 2 [1/1] - Sri Lanka (SRI), 8 [4/4] - Suazilandia (SWZ), 4 [2/2] - Sudáfrica (RSA), 134 [75/59] - Sudán (SUD), 9 [5/4] - Suecia (SWE), 123 [50/73] - Suiza (SUI), 83 [47/36] - Surinam (SUR), 4 [2/2] - Tailandia (THA), 47 [22/25] - Tanzania (TAN), 9 [7/2] - Tayikistán (TJK), 15 [12/3] - Timor Oriental (TLS), 1 [0/1] - Togo (TOG), 4 [3/1] - Tonga (TGA), 3 [2/1] - Trinidad y Tobago (TRI), 28 [17/11] - Túnez (TUN), 26 [14/12] - Turkmenistán (TKM), 10 [6/4] - Turquía (TUR), 67 [48/19] - Tuvalu (TUV), 3 [2/1] - Ucrania (UKR), 243 [127/116] - Uganda (UGA), 11 [9/2] - Uruguay (URU), 12 [9/3] - Uzbekistán (UZB), 56 [41/15] - Vanuatu (VAN), 3 [1/2] - Venezuela (VEN), 108 [57/51] - Vietnam (VIE), 13 [7/6] - Yemen (YEM), 5 [4/1] - Yibuti (DJI), 2 [1/1] - Zambia (ZAM), 8 [6/2] - Zimbabue (ZIM), 13 [8/5] |

## Desarrollo

### Ceremonia de apertura
La ceremonia de apertura comenzó el 8 de agosto a las 20:08 local (12:08 UTC), equivalente a las 8:08 p. m. del 8 de agosto de 2008; esta sucesión del número ocho se debe en parte a la tradición de algunos países orientales que lo consideran como un número de la suerte. Antes del inicio de la ceremonia, se realizó un evento previo de 75 minutos de duración en que se mostraron danzas folclóricas y étnicas propias de China, realizadas por 28 grupos.
La ceremonia se dio inicio en el Estadio Nacional de Pekín ante unos 91 000 espectadores, donde destacaron los más de 100 jefes de Estado de diferentes países que asistieron. Tras la cuenta regresiva realizada por 2008 percusionistas de fou equipados con iluminación que dieron vida a números gigantes, 29 fuegos artificiales se elevaron sobre diversas partes de la ciudad generando figuras de huellas que representaban las ediciones anteriores de los Juegos Olímpicos en dirección al estadio. Tras ello, un grupo de niños representando las 56 etnias que conviven en China acompañaron el ingreso de la bandera nacional mientras una de ellas cantaba Oda a la Madre Patria. La bandera fue izada posteriormente por oficiales del Ejército Popular de Liberación, mientras era interpretado su himno nacional.

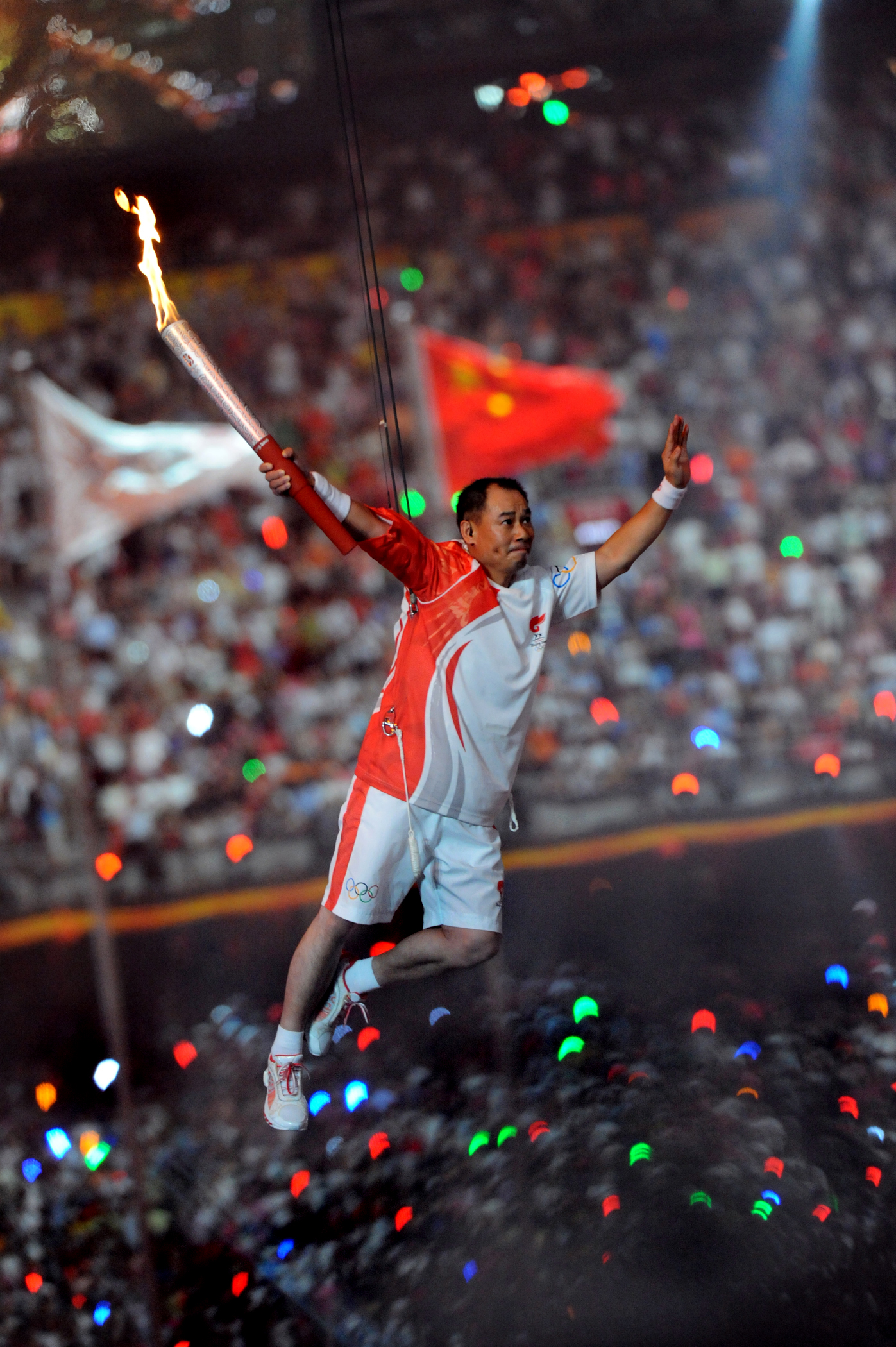
Li Ning se eleva para encender la Llama olímpica en el pebetero.

Dirigida por el director cinematográfico Zhang Yimou, la ceremonia continuó con una sucesión de representaciones artísticas conmemorando la cultura china. Una pantalla gigante se extendió sobre el Estadio representando un pergamino de papel, sobre el que bailarines representaban el sumi-e y se proyectaban imágenes de diversas invenciones chinas. Alegorías a la imprenta, la brújula, la porcelana, la Gran Muralla, la Ruta de la seda, los Guerreros de terracota, el confucianismo, el taichí y la ópera china se presentaron ante la multitud. Representando los avances de la era moderna, una representación gigante del planeta Tierra similar a una tradicional lámpara china se elevó sobre la cancha, siendo recorrida por unos cincuenta ácrobatas. El evento artístico finalizó con la interpretación de You and me, el tema oficial de los Juegos Olímpicos de Pekín 2008, por parte de Sarah Brightman y Liu Huan.
El desfile de los atletas fue realizado a continuación, iniciado como es tradición por Grecia y finalizado por China, cuya delegación fue liderada por Yao Ming. El resto de las naciones se ordenaron alfabéticamente según el sistema de escritura chino, equivalente al número de trazos que presentan los caracteres simplificados del nombre de cada país. Finalizado el desfile, hizo ingreso la bandera olímpica, se entonó el himno de los Juegos Olímpicos y presentaron sus discursos el presidente del BOCOG y del COI, Liu Qi y Jacques Rogge, tras lo cual fueron declarados oficialmente abiertos los Juegos por el premier chino Hu Jintao. La antorcha olímpica hizo ingreso al estadio para ser entregada por una serie de atletas al gimnasta Li Ning, el cual fue elevado hacia el techo del estadio y que comenzó a recorrer como si estuviera corriendo sobre este. A medida que Li avanzaba, se proyectaba sobre el techo un pergamino que se iba a abriendo mostrando imágenes del recorrido de la antorcha olímpica hasta llegar al pebetero, para luego encender la llama en este.
Diversas cifras estiman el número de telespectadores que vieron la ceremonia alrededor del mundo, variando desde los 1000 millones, 2300 millones, e incluso hasta 4000 millones, por lo que varios aseguran fue el evento más visto hasta ese momento por la humanidad.
La crítica en general alabó el evento, considerándolo como una de las ceremonias de apertura más espléndidas ejecutadas en la historia del olimpismo, aunque algunos la consideraron "cínica" en comparación con las constantes críticas que recibe el país respecto a los derechos humanos. Posteriormente, una serie de trascendidos saldrían a la luz pública poniendo en duda algunas de las presentaciones de la ceremonia, ante lo cual el comité organizador reconoció el uso de imágenes pregrabadas en la presentación de las "huellas" pirotécnicas y que la niña que cantó Oda a la Madre Patria no era la presentada durante el evento.

### Calendario
En los Juegos Olímpicos de Pekín se llevaron a cabo 302 competiciones en 28 deportes. En la tabla siguiente se detallan los días en que se efectuaron las competiciones de cada deporte. Las celdas en azul corresponden a los días en que dicha disciplina fue disputada y las celdas en amarillo corresponden a las fechas en que se disputaron las finales de eventos respectivos a esa disciplina, y el número indica la cantidad de finales disputada en esa fecha.
| \| Evento \| M 6 \| J 7 \| V 8 \| S 9 \| D 10 \| L 11 \| M 12 \| M 13 \| J 14 \| V 15 \| S 16 \| D 17 \| L 18 \| M 19 \| M 20 \| J 21 \| V 22 \| S 23 \| D 24 \| T \| \| ----------------- \| --- \| --- \| --- \| --- \| ---- \| ---- \| ---- \| ---- \| ---- \| ---- \| ---- \| ---- \| ---- \| ---- \| ---- \| ---- \| ---- \| ---- \| ---- \| --- \| \| Ceremonias \| \| \| A \| \| \| \| \| \| \| \| \| \| \| \| G \| \| \| \| C \| \| \| Atletismo \| \| \| \| \| \| \| \| \| \| 2 \| 4 \| 6 \| 6 \| 5 \| 3 \| 6 \| 7 \| 7 \| 1 \| 47 \| \| Bádminton \| \| \| \| \| \| \| \| \| \| 1 \| 2 \| 2 \| \| \| \| \| \| \| \| 5 \| \| Baloncesto \| \| \| \| \| \| \| \| \| \| \| \| \| \| \| \| \| \| 1 \| 1 \| 2 \| \| Balonmano \| \| \| \| \| \| \| \| \| \| \| \| \| \| \| \| \| \| 1 \| 1 \| 2 \| \| Béisbol \| \| \| \| \| \| \| \| \| \| \| \| \| \| \| \| \| \| 1 \| \| 1 \| \| Boxeo \| \| \| \| \| \| \| \| \| \| \| \| \| \| \| \| \| \| 5 \| 6 \| 11 \| \| Ciclismo \| \| \| \| 1 \| 1 \| \| \| 2 \| \| 2 \| 1 \| 1 \| 3 \| 3 \| 1 \| 1 \| 1 \| 1 \| \| 18 \| \| Equitación \| \| \| \| \| \| \| 2 \| \| 1 \| \| \| \| \| 1 \| \| 1 \| 1 \| \| \| 6 \| \| Esgrima \| \| \| \| 1 \| 1 \| 1 \| 1 \| 1 \| 2 \| 1 \| 1 \| 1 \| \| \| \| \| \| \| \| 10 \| \| Fútbol \| \| \| \| \| \| \| \| \| \| \| \| \| \| \| \| \| 1 \| 1 \| \| 2 \| \| Gimnasia \| \| \| \| \| \| \| 1 \| 1 \| 1 \| 1 \| \| 4 \| 4 \| 4 \| \| \| \| 1 \| 1 \| 18 \| \| Halterofilia \| \| \| \| 1 \| 2 \| 2 \| 2 \| 2 \| \| 2 \| 1 \| 1 \| 1 \| 1 \| \| \| \| \| \| 15 \| \| Hockey \| \| \| \| \| \| \| \| \| \| \| \| \| \| \| \| \| 1 \| 1 \| \| 2 \| \| Judo \| \| \| \| 2 \| 2 \| 2 \| 2 \| 2 \| 2 \| 2 \| \| \| \| \| \| \| \| \| \| 14 \| \| Lucha \| \| \| \| \| \| \| 2 \| 2 \| 3 \| \| 2 \| 2 \| \| 2 \| 2 \| 3 \| \| \| \| 18 \| \| Nado sincronizado \| \| \| \| \| \| \| \| \| \| \| \| \| \| \| 1 \| \| \| 1 \| \| 2 \| \| Natación \| \| \| \| \| 4 \| 4 \| 4 \| 4 \| 4 \| 4 \| 4 \| 4 \| \| \| 1 \| 1 \| \| \| \| 34 \| \| Pentatlón moderno \| \| \| \| \| \| \| \| \| \| \| \| \| \| \| \| 1 \| 1 \| \| \| 2 \| \| Piragüismo \| \| \| \| \| \| \| 2 \| \| 2 \| \| \| \| \| \| \| \| 6 \| 6 \| \| 16 \| \| Remo \| \| \| \| \| \| \| \| \| \| \| 7 \| 7 \| \| \| \| \| \| \| \| 14 \| \| Saltos \| \| \| \| \| 1 \| 1 \| 1 \| 1 \| \| \| \| 1 \| \| 1 \| \| 1 \| \| 1 \| \| 8 \| \| Sóftbol \| \| \| \| \| \| \| \| \| \| \| \| \| \| \| \| 1 \| \| \| \| 1 \| \| Taekwondo \| \| \| \| \| \| \| \| \| \| \| \| \| \| \| 2 \| 2 \| 2 \| 2 \| \| 8 \| \| Tenis \| \| \| \| \| \| \| \| \| \| \| 2 \| 2 \| \| \| \| \| \| \| \| 4 \| \| Tenis de mesa \| \| \| \| \| \| \| \| \| \| \| \| 1 \| 1 \| \| \| \| 1 \| 1 \| \| 4 \| \| Tiro \| \| \| \| 2 \| 2 \| 2 \| 2 \| 2 \| 1 \| 1 \| 2 \| 1 \| \| \| \| \| \| \| \| 15 \| \| Tiro con arco \| \| \| \| \| 1 \| 1 \| \| \| 1 \| 1 \| \| \| \| \| \| \| \| \| \| 4 \| \| Triatlón \| \| \| \| \| \| \| \| \| \| \| \| \| 1 \| 1 \| \| \| \| \| \| 2 \| \| Vela \| \| \| \| \| \| \| \| \| \| \| 2 \| 1 \| 2 \| 2 \| 2 \| 2 \| \| \| \| 11 \| \| Voleibol \| \| \| \| \| \| \| \| \| \| \| \| \| \| 1 \| 1 \| \| \| 1 \| 1 \| 4 \| \| Waterpolo \| \| \| \| \| \| \| \| \| \| \| \| \| \| \| \| 1 \| \| \| 1 \| 2 \| \| Total \| \| \| \| 7 \| 14 \| 13 \| 19 \| 17 \| 17 \| 16 \| 30 \| 34 \| 18 \| 20 \| 11 \| 23 \| 20 \| 31 \| 12 \| 302 \| \| Agosto \| M 6 \| J 7 \| V 8 \| S 9 \| D 10 \| L 11 \| M 12 \| M 13 \| J 14 \| V 15 \| S 16 \| D 17 \| L 18 \| M 19 \| M 20 \| J 21 \| V 22 \| S 23 \| D 24 \| T \| |     |     |     |     |      |      |      |      |      |      |      |      |      |      |      |      |      |      |      |     |
| Evento | M 6 | J 7 | V 8 | S 9 | D 10 | L 11 | M 12 | M 13 | J 14 | V 15 | S 16 | D 17 | L 18 | M 19 | M 20 | J 21 | V 22 | S 23 | D 24 | T   |
| Ceremonias |     |     | A   |     |      |      |      |      |      |      |      |      |      |      | G    |      |      |      | C    |     |
| Atletismo |     |     |     |     |      |      |      |      |      | 2    | 4    | 6    | 6    | 5    | 3    | 6    | 7    | 7    | 1    | 47  |
| Bádminton |     |     |     |     |      |      |      |      |      | 1    | 2    | 2    |      |      |      |      |      |      |      | 5   |
| Baloncesto |     |     |     |     |      |      |      |      |      |      |      |      |      |      |      |      |      | 1    | 1    | 2   |
| Balonmano |     |     |     |     |      |      |      |      |      |      |      |      |      |      |      |      |      | 1    | 1    | 2   |
| Béisbol |     |     |     |     |      |      |      |      |      |      |      |      |      |      |      |      |      | 1    |      | 1   |
| Boxeo |     |     |     |     |      |      |      |      |      |      |      |      |      |      |      |      |      | 5    | 6    | 11  |
| Ciclismo |     |     |     | 1   | 1    |      |      | 2    |      | 2    | 1    | 1    | 3    | 3    | 1    | 1    | 1    | 1    |      | 18  |
| Equitación |     |     |     |     |      |      | 2    |      | 1    |      |      |      |      | 1    |      | 1    | 1    |      |      | 6   |
| Esgrima |     |     |     | 1   | 1    | 1    | 1    | 1    | 2    | 1    | 1    | 1    |      |      |      |      |      |      |      | 10  |
| Fútbol |     |     |     |     |      |      |      |      |      |      |      |      |      |      |      |      | 1    | 1    |      | 2   |
| Gimnasia |     |     |     |     |      |      | 1    | 1    | 1    | 1    |      | 4    | 4    | 4    |      |      |      | 1    | 1    | 18  |
| Halterofilia |     |     |     | 1   | 2    | 2    | 2    | 2    |      | 2    | 1    | 1    | 1    | 1    |      |      |      |      |      | 15  |
| Hockey |     |     |     |     |      |      |      |      |      |      |      |      |      |      |      |      | 1    | 1    |      | 2   |
| Judo |     |     |     | 2   | 2    | 2    | 2    | 2    | 2    | 2    |      |      |      |      |      |      |      |      |      | 14  |
| Lucha |     |     |     |     |      |      | 2    | 2    | 3    |      | 2    | 2    |      | 2    | 2    | 3    |      |      |      | 18  |
| Nado sincronizado |     |     |     |     |      |      |      |      |      |      |      |      |      |      | 1    |      |      | 1    |      | 2   |
| Natación |     |     |     |     | 4    | 4    | 4    | 4    | 4    | 4    | 4    | 4    |      |      | 1    | 1    |      |      |      | 34  |
| Pentatlón moderno |     |     |     |     |      |      |      |      |      |      |      |      |      |      |      | 1    | 1    |      |      | 2   |
| Piragüismo |     |     |     |     |      |      | 2    |      | 2    |      |      |      |      |      |      |      | 6    | 6    |      | 16  |
| Remo |     |     |     |     |      |      |      |      |      |      | 7    | 7    |      |      |      |      |      |      |      | 14  |
| Saltos |     |     |     |     | 1    | 1    | 1    | 1    |      |      |      | 1    |      | 1    |      | 1    |      | 1    |      | 8   |
| Sóftbol |     |     |     |     |      |      |      |      |      |      |      |      |      |      |      | 1    |      |      |      | 1   |
| Taekwondo |     |     |     |     |      |      |      |      |      |      |      |      |      |      | 2    | 2    | 2    | 2    |      | 8   |
| Tenis |     |     |     |     |      |      |      |      |      |      | 2    | 2    |      |      |      |      |      |      |      | 4   |
| Tenis de mesa |     |     |     |     |      |      |      |      |      |      |      | 1    | 1    |      |      |      | 1    | 1    |      | 4   |
| Tiro |     |     |     | 2   | 2    | 2    | 2    | 2    | 1    | 1    | 2    | 1    |      |      |      |      |      |      |      | 15  |
| Tiro con arco |     |     |     |     | 1    | 1    |      |      | 1    | 1    |      |      |      |      |      |      |      |      |      | 4   |
| Triatlón |     |     |     |     |      |      |      |      |      |      |      |      | 1    | 1    |      |      |      |      |      | 2   |
| Vela |     |     |     |     |      |      |      |      |      |      | 2    | 1    | 2    | 2    | 2    | 2    |      |      |      | 11  |
| Voleibol |     |     |     |     |      |      |      |      |      |      |      |      |      | 1    | 1    |      |      | 1    | 1    | 4   |
| Waterpolo |     |     |     |     |      |      |      |      |      |      |      |      |      |      |      | 1    |      |      | 1    | 2   |
| Total |     |     |     | 7   | 14   | 13   | 19   | 17   | 17   | 16   | 30   | 34   | 18   | 20   | 11   | 23   | 20   | 31   | 12   | 302 |
| Agosto | M 6 | J 7 | V 8 | S 9 | D 10 | L 11 | M 12 | M 13 | J 14 | V 15 | S 16 | D 17 | L 18 | M 19 | M 20 | J 21 | V 22 | S 23 | D 24 | T   |

### Deportistas destacados
- Usain Bolt (atletismo, Jamaica); medalla de oro y récord mundial en 100 y 200 metros.
- Michael Phelps (natación, Estados Unidos); 8 medallas de oro (superando la marca de Mark Spitz).
- Elena Isinbaieva (atletismo, Rusia); medalla de oro y récord mundial en salto con pértiga.
- Rohullah Nikpai (taekwondo, Afganistán); medalla de bronce (primera medalla olímpica para Afganistán).

### Ceremonia de clausura

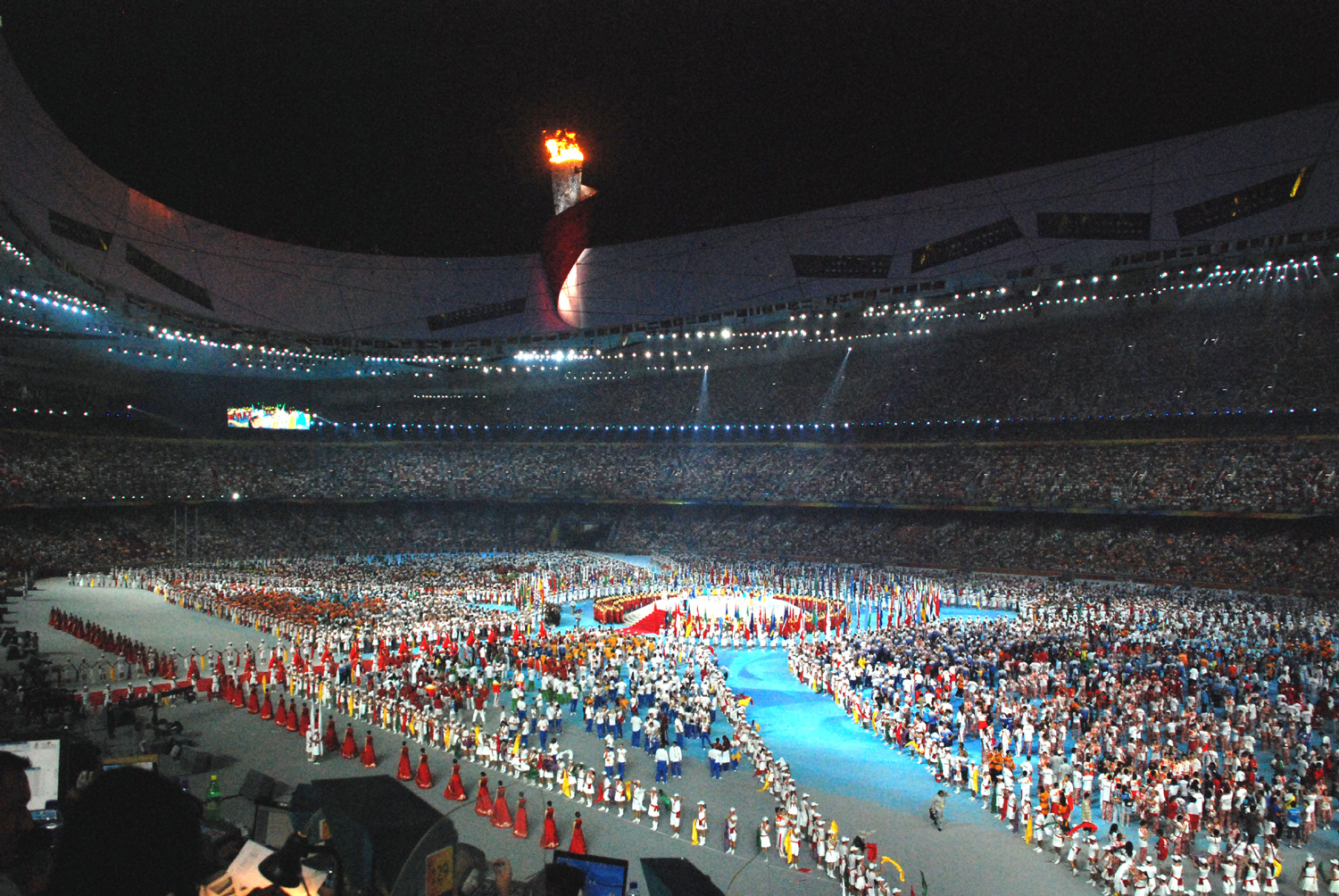
Vista del Estadio Nacional de Pekín durante la ceremonia de clausura, reuniendo a todos los atletas participantes en los Juegos.

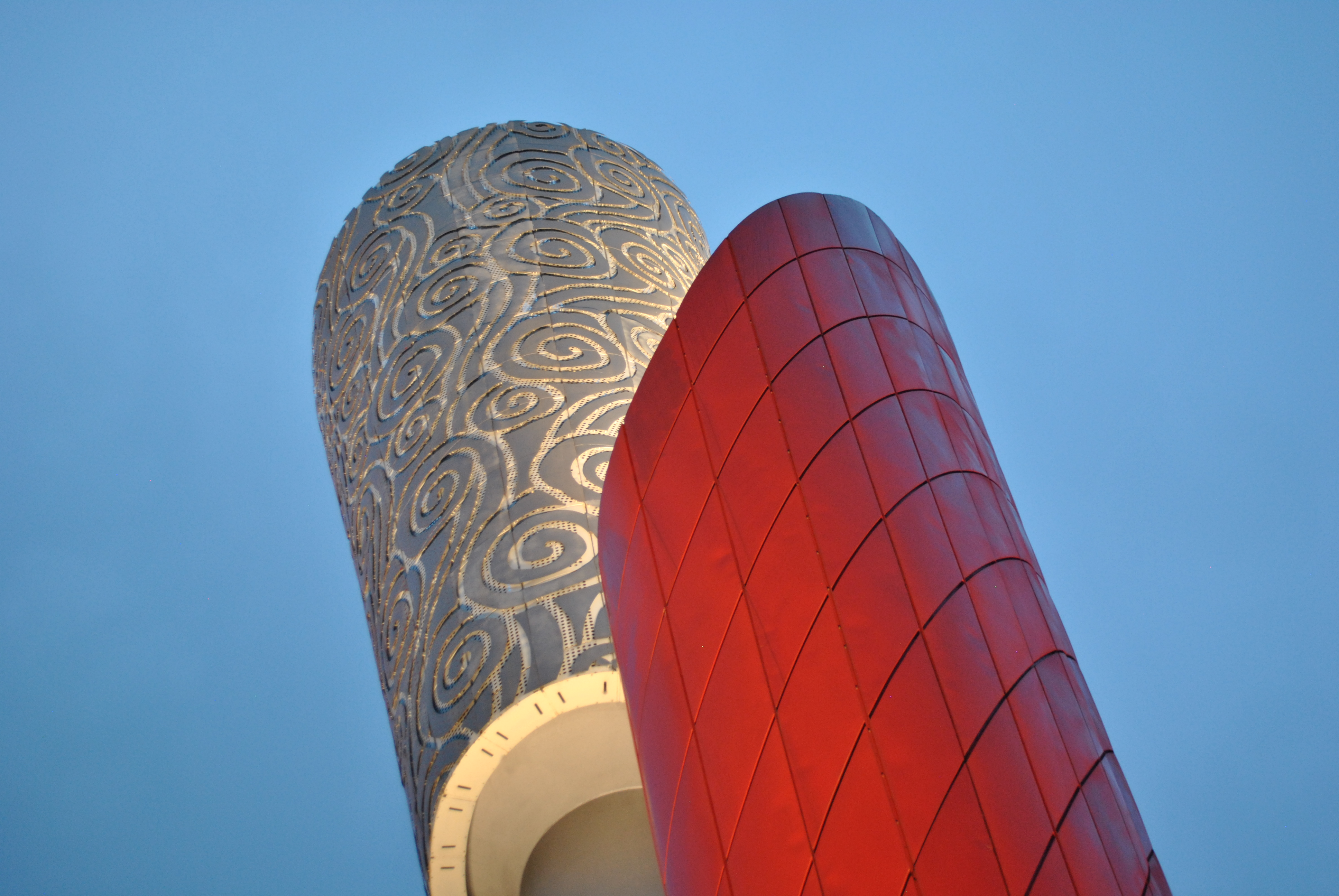
Pebetero de Pekín 2008 en el Parque Olímpico de Pekín.

La ceremonia de clausura de los Juegos Olímpicos de Pekín 2008 fue llevada a cabo en el Estadio Nacional de Pekín, el 24 de agosto de 2008 a las 20:00 hora local (UTC+8), siguiendo la idea utilizada en la ceremonia de apertura respecto al uso del número 8.
El evento fue dirigido por el cineasta chino Zhang Yimou y contó con una serie de actos artísticos. La ceremonia se inició con una presentación de pirotecnia, seguida por el ingreso de la bandera china y la entonación de su himno. Unas representaciones artísticas coreográficas se realizaron en el centro del estadio antes de dar paso al ingreso de las 204 delegaciones y sus atletas. En el centro, se colocaron los pabellones de todas las delegaciones y entre ellos se realizó la premiación de la maratón masculina, la última competencia de los Juegos. El keniata Samuel Wanjiru recibió la medalla de oro por su desempeño en dicha disciplina, mientras el himno de su país fue ejecutado.
Tras la presentación de la bandera de Grecia y su himno nacional, el presidente del BOCOG Liu Qi dio su discurso de cierre en chino mandarín agradeciendo a los asistentes, seguido por el presidente del Comité Olímpico Internacional, Jacques Rogge. Rogge agredeció en su discurso en inglés y francés a los organizadores, a los atletas y a los cientos de miles de voluntarios, finalizando con unas palabras en mandarín. El fin de los discursos de agradecimiento dieron paso a la ceremonia de traspaso de los deberes olímpicos a la ciudad de Londres, sede de los siguientes Juegos Olímpicos en 2012.
El pabellón británico entró al estadio mientras se interpretaba God save the Queen. La bandera olímpica fue arriada y entrega por el alcalde pekinés Guo Jinlong a Jacques Rogge, que inmediatamente se la entregó a Boris Johnson, alcalde londinense. Tras la ceremonia de traspaso, se realizó un pequeño acto de ocho minutos de presentación de la nueva ciudad anfitriona. Tras un video introductorio, un tradicional autobús de dos pisos rojo ingresó al estadio junto a bicicletas y transeúntes, representando la vida urbana de Londres. El autobús luego se comienza a desarmar mostrando en su interior a la cantante Leona Lewis junto a Jimmy Page, interpretando el tema Whole Lotta Love. Finalmente, el futbolista inglés David Beckham salió junto a los artistas y lanzó un balón de fútbol a la audiencia, como representación del inicio del nuevo periodo olímpico.
Para finalizar el evento, una serie de imágenes fueron proyectadas en el evento con los momentos más memorables de los Juegos, mientras se representaba una terminal aérea desde donde volvían los atletas a sus respectivos países, guardando sus recuerdos de Pekín. La llama olímpica, luego de 16 días de competencia, se extinguió lentamente, dando paso a un evento musical con diversos artistas como el tenor español Plácido Domingo, el surcoreano Rain y varios cantantes chinos como Han Hong, Jackie Chan y Kelly Chen, entre otros.

### Transmisión internacional
Los Juegos Olímpicos de Pekín 2008 se convirtieron en los primeros Juegos en ser producidos y transmitidos totalmente en televisión de alta definición, siendo vistos por más de 4000 millones de personas, a nivel mundial. En su propuesta para la candidatura de 2001, Pekín confirmó al Comité de Evaluación que "no habría restricciones en la transmisión y reporte informativo de los juegos" según The New York Times, "sus promesas fueron contradictorias por las restricciones gubernamentales de transporte, extensos procesos de aplicación y preocupaciones por el alojamiento."

## Medallero
País organizador (China)
| Núm. | País                 | Oro | Plata | Bronce | Total |
| ---- | -------------------- | --- | ----- | ------ | ----- |
| 1    | China (CHN)          | 51  | 21    | 28     | 100   |
| 2    | Estados Unidos (USA) | 36  | 38    | 36     | 110   |
| 3    | Rusia (RUS)          | 23  | 21    | 29     | 73    |
| 4    | Reino Unido (GBR)    | 19  | 13    | 15     | 47    |
| 5    | Alemania (GER)       | 16  | 10    | 15     | 41    |
| 6    | Australia (AUS)      | 14  | 15    | 17     | 46    |
| 7    | Corea del Sur (KOR)  | 13  | 10    | 8      | 31    |
| 8    | Japón (JPN)          | 9   | 6     | 10     | 25    |
| 9    | Italia (ITA)         | 8   | 9     | 10     | 27    |
| 10   | Francia (FRA)        | 7   | 16    | 18     | 41    |